# 伊予鉄道
伊予鉄道株式会社（いよてつどう、Iyo Railway Co., Ltd.）は、株式会社伊予鉄グループの主要子会社であり事業会社である。愛媛県松山市に本社を置き、鉄道・軌道事業を行っている。
現在の法人は2018年（平成30年）4月1日に伊予鉄グループの持株会社移行に伴い同社（旧・伊予鉄道）の会社分割により発足したもので、旧・伊予鉄道（現・伊予鉄グループ）は1887年（明治20年）に創立された、民営鉄道としては日本で2番目に古い歴史を持つ老舗企業である。

## 概要
創業者の小林信近は1887年（明治6年）ごろより上浮穴杣川の官有ヒノキ林約3平方キロメートルの払い下げを受け、製材として大阪方面へ積み出していた。だが、松山の外港である三津浜と松山市街とは宮前川や中の川による舟運や三津街道に頼っており、しかも松山 - 三津浜間の運賃は大阪 - 三津浜間の運賃より高かった。これを改善しようと小林は鉄道の建設を決意した。小林はイギリス人技師から教えを受け、小資本でも建設できる鉄道として軌間762mmの軽便鉄道を採用。鉄道局からは「地方に鉄道など時期尚早」と却下されたものの小林は鉄道局の井上勝らに直談判し、熱意に負けた形で許可が下りたという。1887年（明治20年）に伊予鉄道を設立し、日本で初めての軽便鉄道および中四国地方で初めての鉄道として、松山 - 三津間を1888年（明治21年）に開業させたものである。
以後、道後鉄道、南予鉄道、松山電気軌道を買収するなどして路線網を広げ、松山の都市内交通を担っている。
なお、1951年（昭和26年）からバス事業も行ってきたが、2018年の伊予鉄グループ再編の際に伊予鉄バスとして事業会社化している。

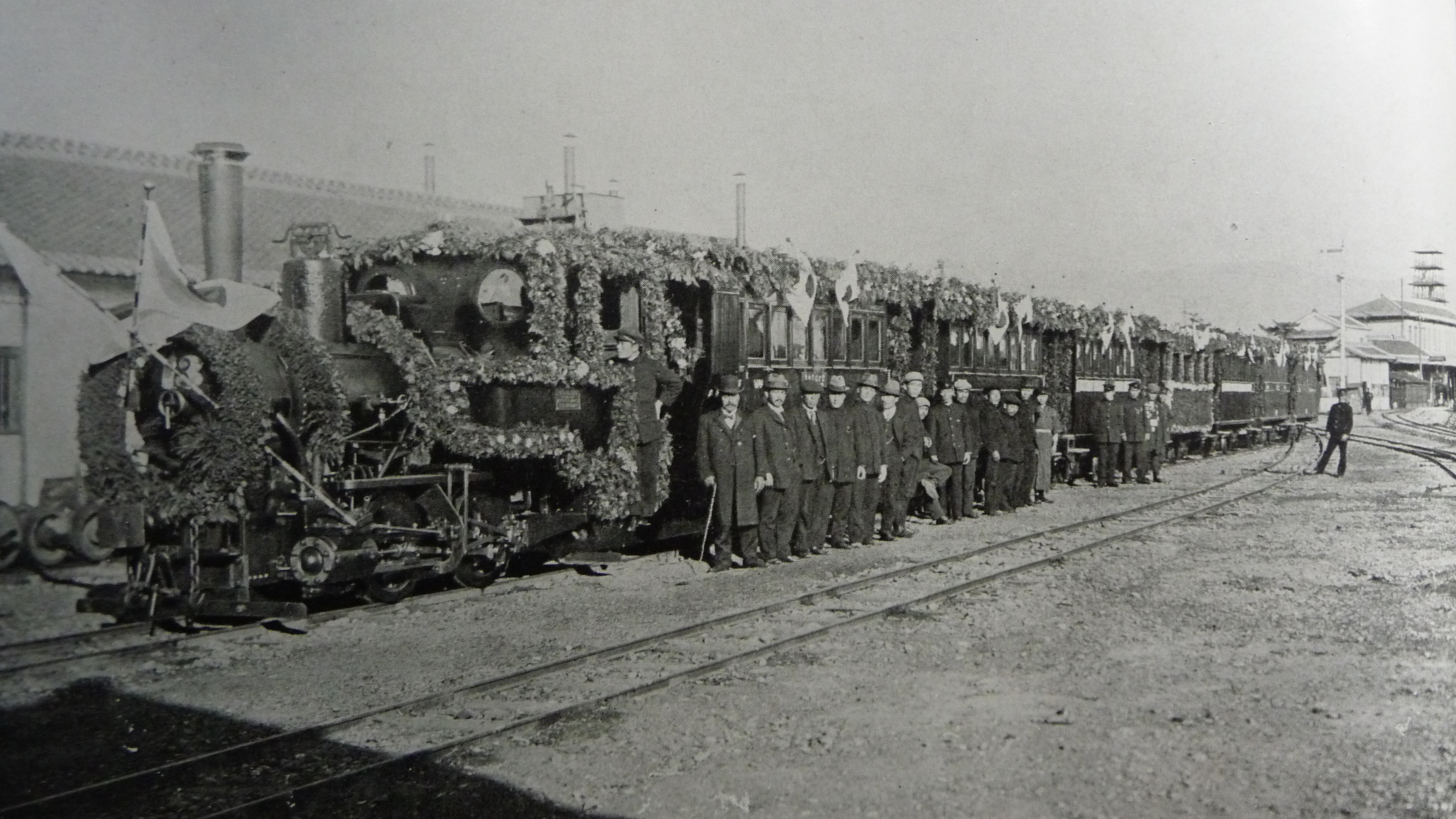
開業時から昭和中期にかけて運行された坊っちゃん列車（1910年）
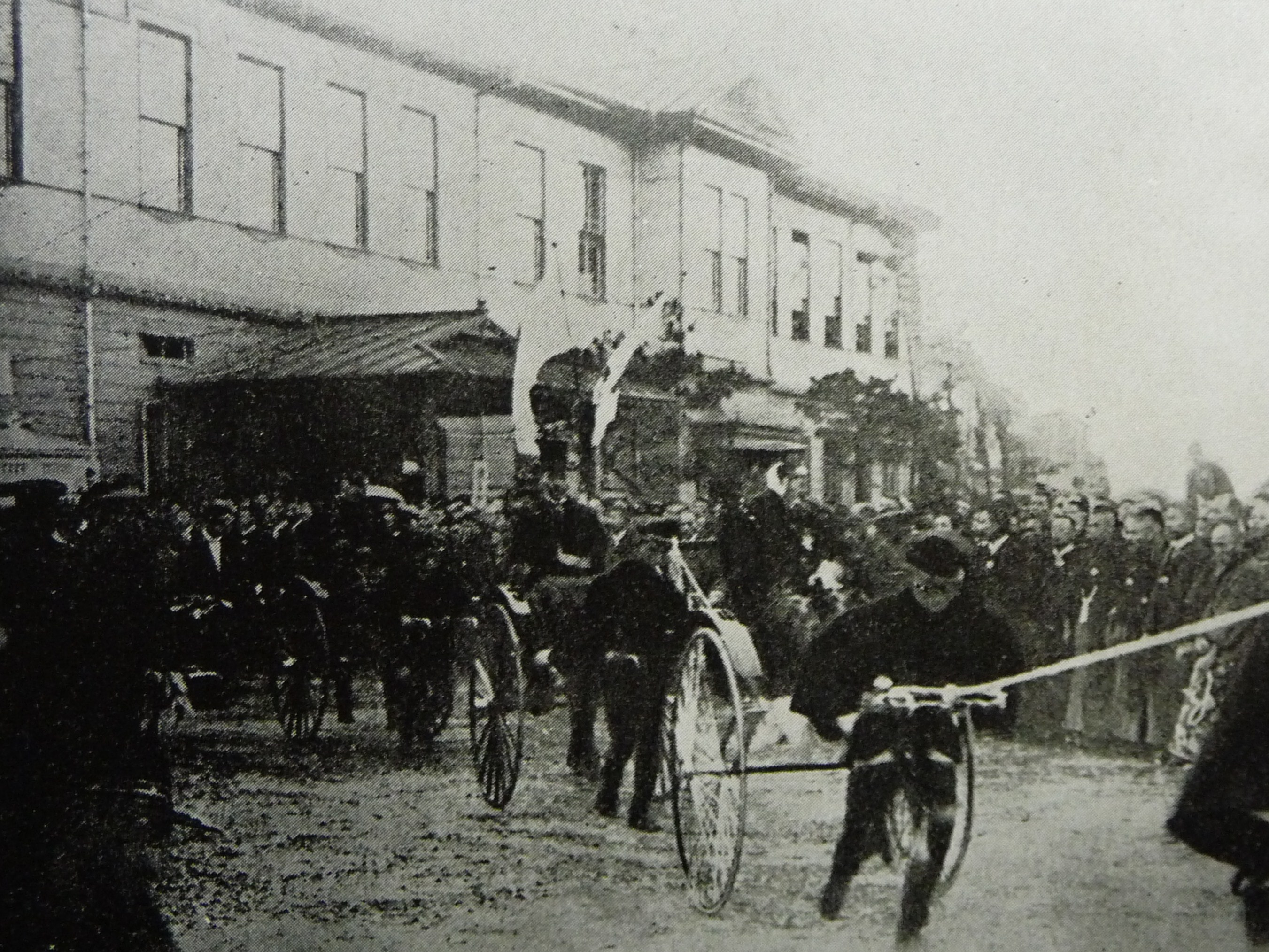
1910年の松山駅（現・松山市駅）
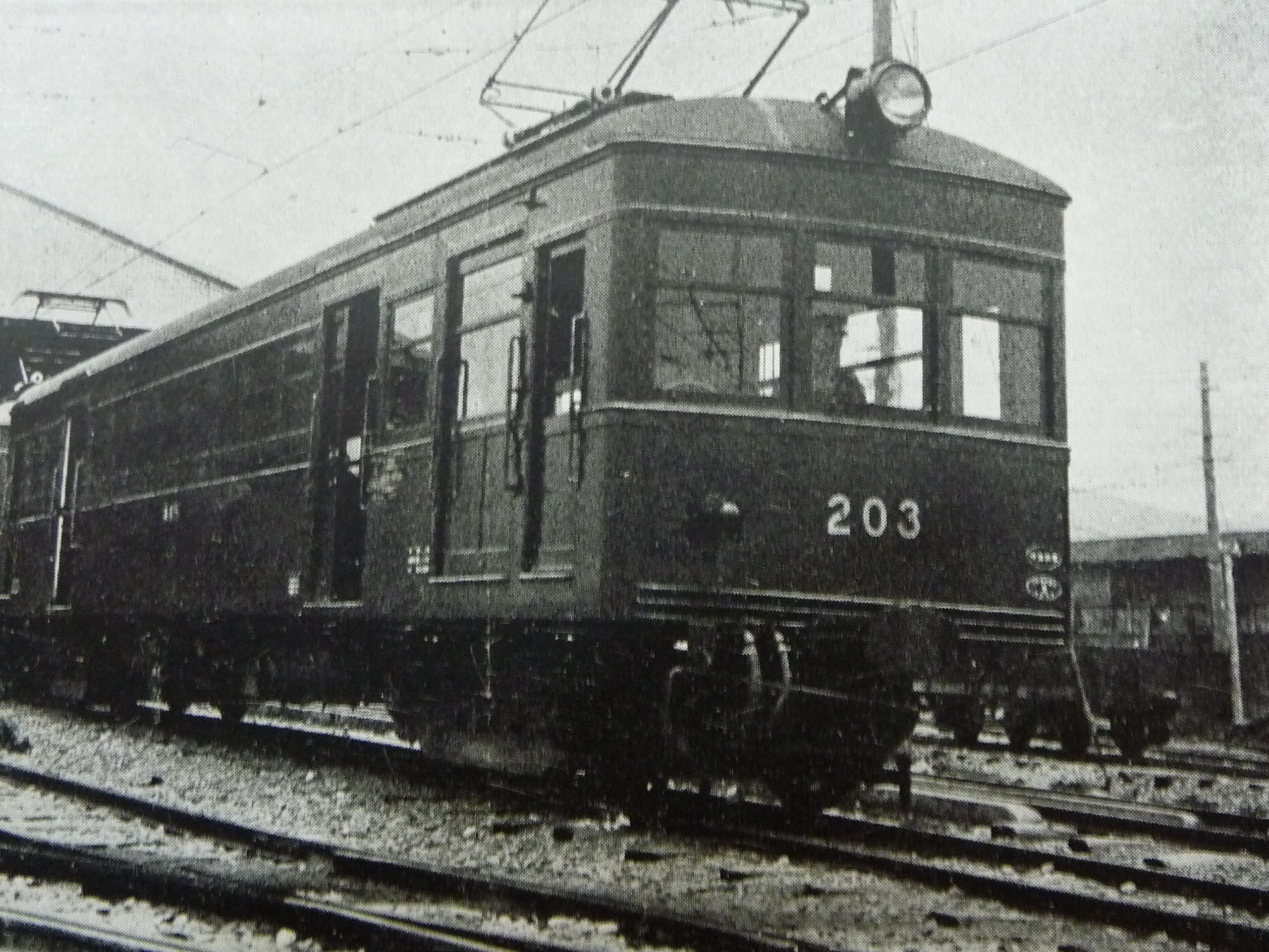
高浜線電化と同時に登場した中四国初の大型ボギー電車・100系（1931年）

## 沿革
- 1887年（明治20年）9月14日：伊予鉄道会社設立。
- 1888年（明治21年）10月28日：松山（後に外側、再び松山、現在の松山市） - 三津間で鉄道開業。四国初の鉄道。
- 1892年（明治25年）5月1日：三津 - 高浜間が延伸開業。高浜線全通。
- 1893年（明治26年）5月7日：平井河原線（現在の横河原線）外側（現在の松山市）- 平井河原（現在の平井）間が開業[7]。
- 1895年（明治28年）8月22日：道後線の前身である道後鉄道により古町 - 道後（現在の道後温泉） - 松山（後の一番町、現在の大街道付近）間が開業。
- 1896年（明治29年）
  - 1月26日：森松線が開業・全通。
  - 7月4日：郡中線の前身である南予鉄道により藤原（現在の松山市） - 郡中間が開業。
- 1899年（明治32年）10月4日：平井河原線、平井河原 - 横河原間延伸開業。同時に横河原線と改称。横河原線全通。
- 1900年（明治33年）5月1日：道後鉄道・南予鉄道を合併。それぞれを道後線、郡中線とする。
- 1911年（明治44年）8月8日：道後線 古町 - 道後間を1,067mmに改軌、電化。
- 1916年（大正5年）12月31日：伊予水力電気と合併し、伊予鉄道電気株式会社に商号を変更[8]。
- 1921年（大正10年）4月1日：松山電気軌道を合併。
- 1923年（大正12年）6月30日：旧松山電気軌道線を1,435mm（標準軌）から1,067mmに改軌。
- 1927年（昭和2年）11月1日：萱町 - 江ノ口間（旧松山電気軌道線）営業廃止。
- 1931年（昭和6年）
  - 5月1日：高浜線を1,067mmに改軌、電化。
  - 10月6日：横河原・森松線を1,067mmに改軌。
- 1935年（昭和10年）11月4日：梅津寺遊園地完成。
- 1937年（昭和12年）7月22日：郡中線を1,067mmに改軌。
- 1939年（昭和14年）5月10日：郡中 - 郡中港間延伸開業。郡中線全通。
- 1942年（昭和17年）4月1日：伊予鉄道電気が電力事業を四国配電（現在の四国電力）に分離し、鉄軌道事業を担う伊豫鉄道株式会社を設立。
- 1944年（昭和19年）1月1日：三共自動車を合併、自動車部を設立し貸切および乗合バス事業に参入。
- 1945年（昭和20年）
  - 2月21日：不要不急線指定により高浜線を全線単線化。
  - 7月26日：松山大空襲により本社事務所を始め、主要駅舎、車両工場、自動車営業所等々を焼失。被害甚大。鉄軌道全線の運行を中止。
  - 7月27日：鉄道郊外各線で運行を再開。
  - 8月20日：城北線運行再開。
  - 9月8日：城南線運行再開。
- 1947年（昭和22年）3月25日：花園線開業。全通。
- 1950年（昭和25年）5月10日：郡中線電化。
- 1952年（昭和27年）2月5日：松山市内線では初のボギー車 モハ50形電車運行開始。
- 1954年（昭和29年）2月1日：横河原線・森松線ディーゼル化により、蒸気機関車（坊っちゃん列車）が廃止。
  - 8月15日：車扱い貨物営業廃止。
- 1958年（昭和33年）4月1日：郊外線で伊予鉄道初のカルダン駆動車 600系電車運行開始。
- 1963年（昭和38年）4月1日：梅津寺遊園地をリニューアルし、梅津寺パークとして開園。
- 1965年（昭和40年）12月1日：森松線廃止。
- 1967年（昭和42年）
  - 6月10日：横河原線 松山市 - 平井間電化。
  - 10月1日：横河原線 平井 - 横河原間電化。
- 1969年（昭和44年）12月1日：松山市内線環状運転開始。
- 1980年（昭和55年）1月14日：600系電車3両編成化。
- 1981年（昭和56年）
  - 7月13日：松山市内線冷房電車運行開始。
  - 8月10日：高浜線と横河原線の間で直通運転開始[9]。
- 1984年（昭和59年）8月1日：郊外線で800系電車運行開始。3両固定編成。
- 1985年（昭和60年）7月8日：郊外線初の冷房電車が運行開始（800系）。
- 1987年（昭和62年）9月12日：郊外線で700系電車運行開始。
- 1991年（平成3年）8月1日：郡中線ダイヤを高浜線・横河原線と同じ日中15分ヘッドに変更、松山市駅での路線間接続を改善。
- 1992年（平成4年）6月25日：伊豫鉄道株式会社から伊予鉄道株式会社に商号変更[10]。
- 1993年（平成5年）6月12日：鉄道線でCTCの使用開始。
- 1994年（平成6年）
  - 3月23日：鉄道線でATSの使用開始（城北線を除く）。
  - 3月21日：バスで磁気式のプリペイドカード「バスカード」を導入。9月11日に「い〜カード」と改称し市内線電車でも利用可能に。
- 1995年（平成7年）1月15日：郊外線で610系電車運行開始。伊予鉄道初のステンレス製電車。
- 1998年（平成10年）
  - 2月1日：「い〜カード」が郊外線で利用可能になる。松山市駅に四国で初めての自動改札機を導入。
  - 7月18日：高浜線 古町 - 衣山間の高架工事完成。中四国民鉄初の高架区間。
- 2000年（平成12年）：郊外線でラッシュ時に限り運用されていた300系電車が休車（のち一度も運用に就くことなく2009年に廃車解体）。郊外線全線において冷房化が実質完了。
- 2001年（平成13年）10月12日：松山市内線で「坊っちゃん列車」レプリカ運行開始。
- 2002年（平成14年）3月19日：松山市内線でモハ2100形超低床電車運行開始。
- 2003年（平成15年）：軌道の専用化完成（上一万 - 道後温泉駅間専用軌道化）
- 2004年（平成16年）
  - 4月1日：電車・バス総合情報システム稼動開始。
  - 4月25日：道後公園停留場の乗降ホーム整備が完了、軌道線から安全地帯のない停留場が消滅する。
- 2005年（平成17年）
  - 8月23日：日本初の電車・バス・タクシー共通ICカードシステム「ICい〜カード」の本格導入開始。携帯電話の電子マネー機能・iモードFeliCa（おサイフケータイ）にも全国初対応。
  - 11月1日：IC定期券の発行を開始。前日限りで、い〜カード（磁気）の販売が中止される（利用は2006年10月31日まで）。
- 2009年（平成21年）8月24日：郊外線で3000系電車が営業運転開始[11]。3両固定編成。
- 2010年（平成22年）7月25日：郊外線800系電車の全車両の営業運転終了。
- 2011年（平成23年）6月24日：松山市駅の発車メロディを『この街で』に変更[12]。
- 2014年（平成26年）2月16日：ICい〜カードの普及に伴い、松山市駅の自動改札機撤去。後日、普通乗車券を非磁気券化。
- 2015年（平成27年）
  - 3月1日：市内電車の車内放送に英語の案内放送を導入[13]。3月末には日本全国初となる路面電車での無料Wi-Fi（公衆無線LAN）サービスを開始[14]。
  - 4月4日：郊外電車でのサイクルトレインを土・日・祝日に本格運行開始。サイクルバス・サイクルタクシーも開始[15]。
  - 5月25日：車両デザインの一新、駅案内看板における英語表記の推進などの計画を盛り込んだ「IYOTETSUチャレンジプロジェクト」を発表。「IYOTETSU」の英字を主体にした新ロゴマークを制定[16]。
  - 7月1日：松山市駅の発車メロディを清水一郎社長作曲・演奏の『リズム』に変更[17]。
- 2016年（平成28年）
  - 4月1日：ICい〜カードにポイント制（い〜カードポイント）とオートチャージサービスを導入[18]。
  - 4月12日：愛媛県内の小学1年生全員に伊予鉄の電車・バスを土日祝日に無料で利用できる「小学1年生パスポート」を配布[19]。
  - 8月5日：毎週金曜日の郊外・市内電車の終電時間を約30分延長[20]。
  - 12月9日：松山市駅前 伊予鉄本社1階に「坊っちゃん列車ミュージアム」がオープンし[21]、スターバックスコーヒー松山市駅前店もオープン。
- 2017年（平成29年）
  - 4月3日：2018年4月1日に持株会社制に移行するにあたり、鉄道部門の分割移管のための新会社「伊予鉄道分割準備株式会社」、およびバス部門の分割移管のための新会社「伊予鉄バス株式会社」を設立[22][23]。
  - 5月30日：市内電車に戦後初となる女性運転士が誕生[24][25]。
  - 9月21日：市内電車で流線型の5000形LRT車両が運行開始[26][27]。
  - 12月22日：道後温泉駅がリニューアルされ、スターバックスコーヒー道後温泉駅舎店がオープン[28][29]。
- 2018年（平成30年）
  - 4月1日：グループ会社を含めた持株会社体制に移行。（旧）伊予鉄道株式会社は商号を株式会社伊予鉄グループに変更[4]し、グループ統括会社となる。それに伴い伊予鉄道分割準備株式会社に鉄道部門および指定管理者事業を、伊予鉄バス株式会社にバス部門をそれぞれ移管し[23]、伊予鉄道分割準備株式会社は商号を（新）伊予鉄道株式会社に変更[23]。
  - 9月30日：この日発行の平成30年度版より、『鉄道要覧』での本町一丁目・本町三丁目・本町四丁目・本町五丁目・本町六丁目・萱町六丁目・平和通一丁目の各停留場における丁目の表記がアラビア数字から漢数字に変更[30][31]。
- 2019年（令和元年）12月10日：郊外電車で前照灯常時点灯化を開始[32]。なお、約2か月後の2020年2月末に無灯火運転に戻った。[要出典]
- 2023年（令和5年）
  - 2月15日：伊予鉄グループがスマートフォンアプリ「みきゃんアプリ」提供開始[33]。市内電車で利用可能。
  - 11月3日：運転士不足に伴い、松山市内線の「坊っちゃん列車」が当面の間運休となる[34]。
- 2024年（令和6年）
  - 3月13日：市内電車にてICOCAなどの全国交通系ICカードを導入[35]。
  - 3月20日：運休していた「坊っちゃん列車」の運行が再開。
- 2025年（令和7年）
  - 2月21日：郊外線で7000系電車が営業運転を開始[36]。2027年までにかけて計6編成を投入する計画[37]。
  - 3月17日：この日をもって市内電車1Day・2Day・3Day・4Dayチケットの発売を終了
  - 3月18日：郊外線全線でICOCAを導入[38][39]。
  - 9月30日：ICい〜カードの全サービス終了予定[38][39]。

## 経営理念
「伊予鉄グループは、安全で良質なサービス・商品を提供し、地域とともに歩み、ともに発展します。」

## 社章・ロゴマーク
現在用いられているロゴマークは2015年5月25日に発表されたものである。英字の「IYOTETSU」を基調に「O」の文字に動きを付けることで、車輪のイメージ、人と人とが向き合い乗客を大切にするイメージを表現している。
社章はカタカナの「イ」を四つ組み合わせて「イヨ」の意味を表したもので、「いびし（=イ菱）」と称される。デザインが考案された時期や使用が開始された時期については不明だが、草創期の会社資料にすでに現れていることから、創業と同時、あるいは創立後間もないころに定められたものとみられる。

ロゴマーク
社章

## 路線

### 郊外線

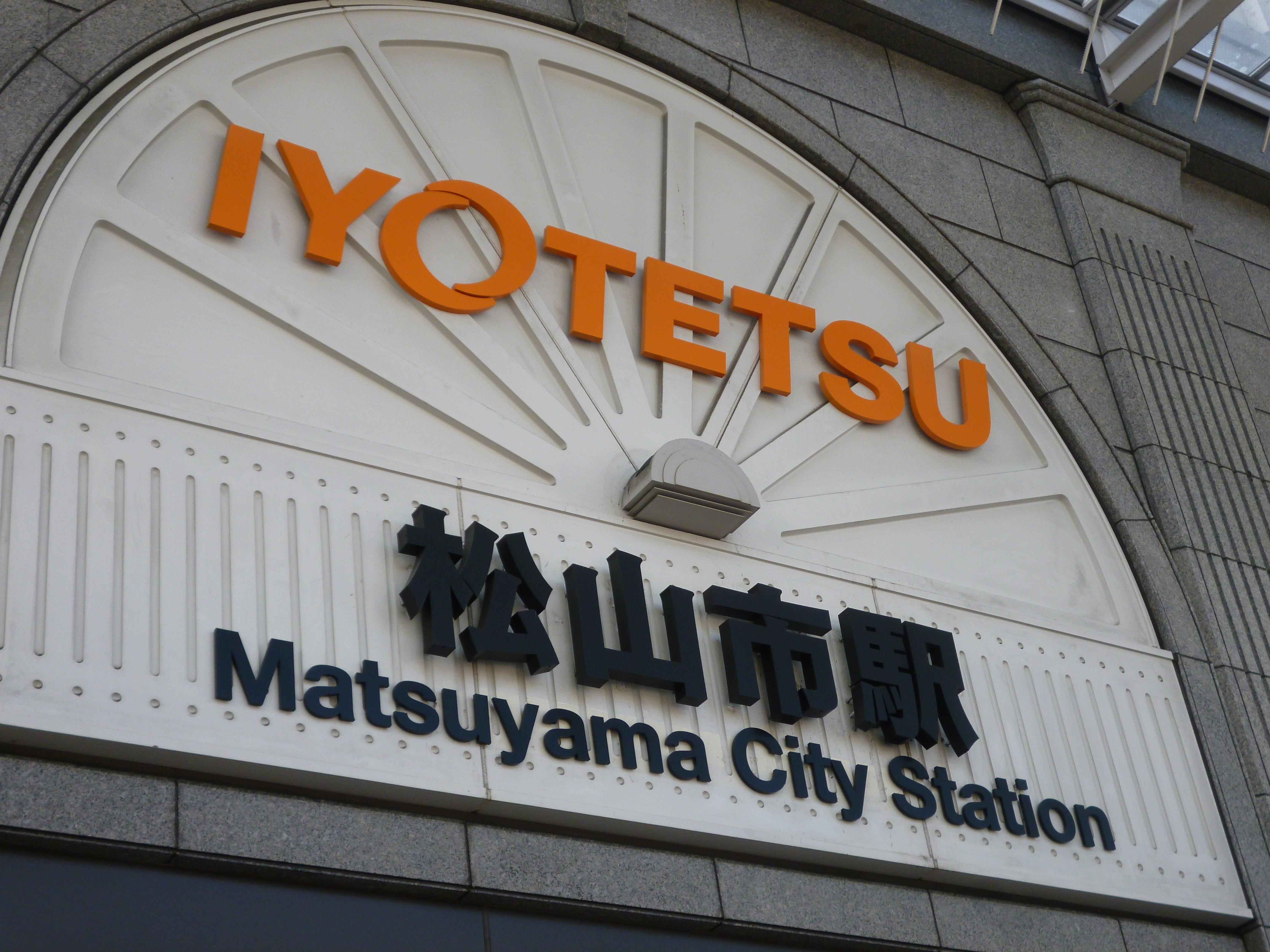
伊予鉄道のターミナル駅であり、松山市の公共交通の中心である松山市駅

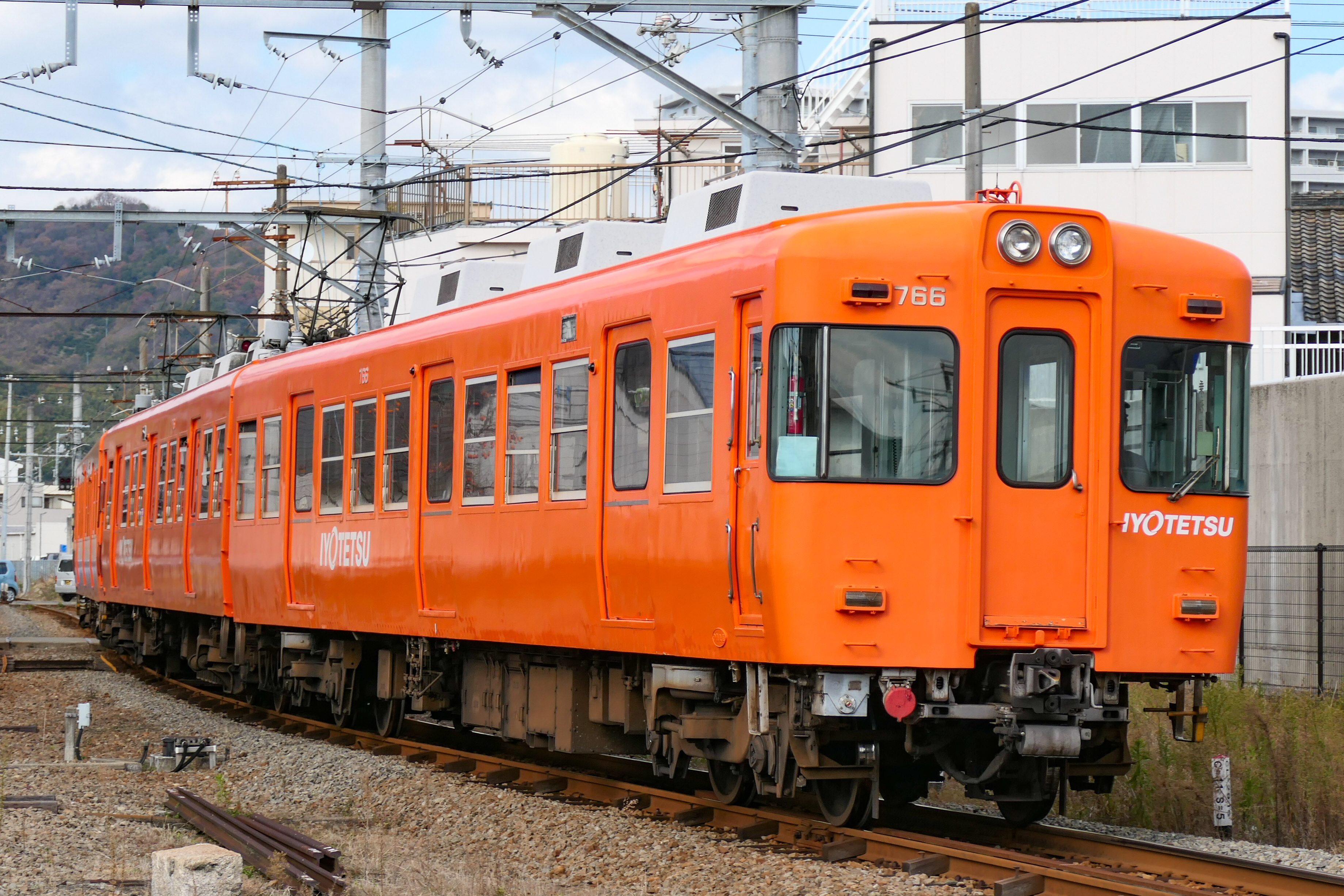
郊外線の700系
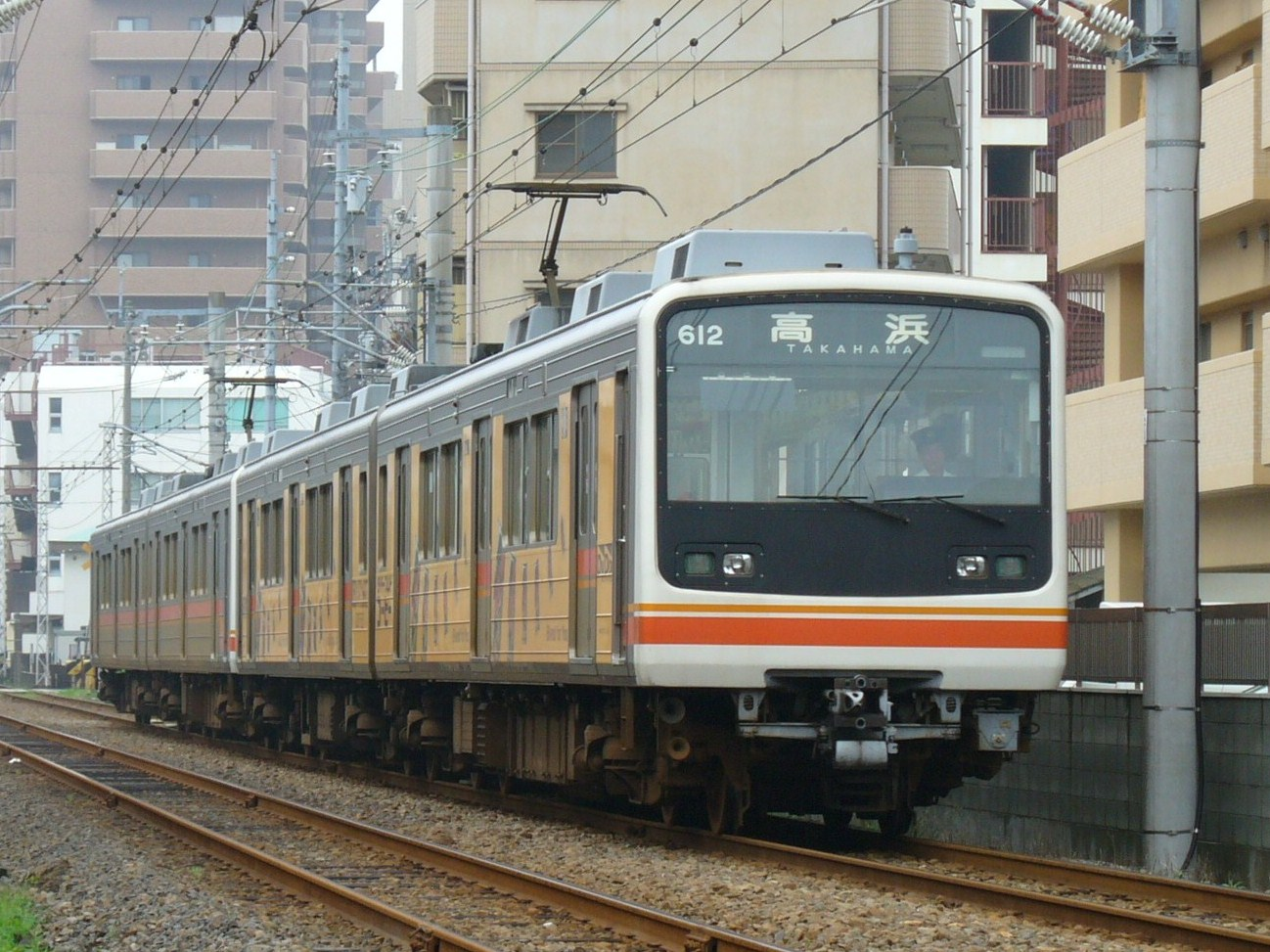
郊外線の610系（旧塗装）
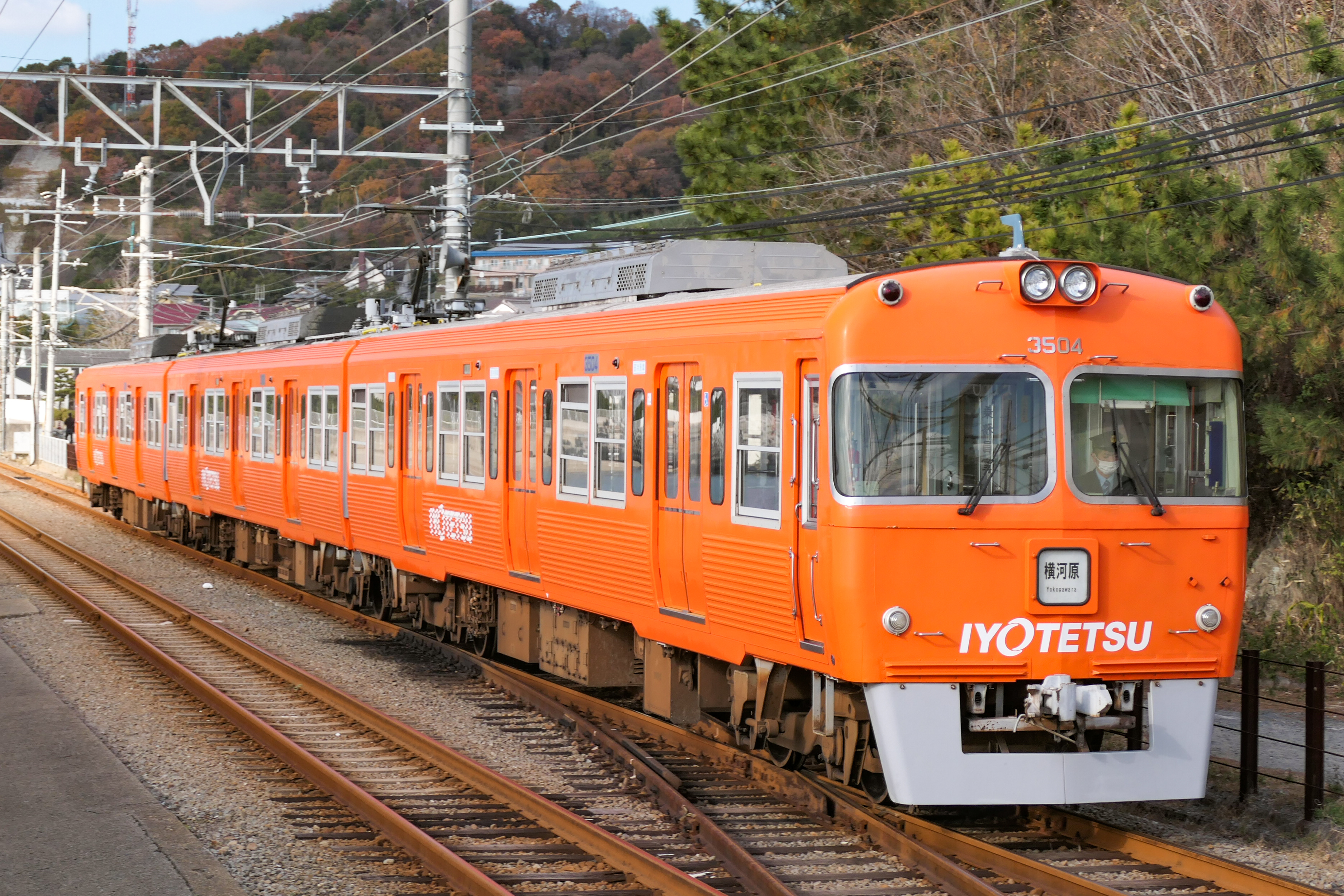
郊外線の3000系
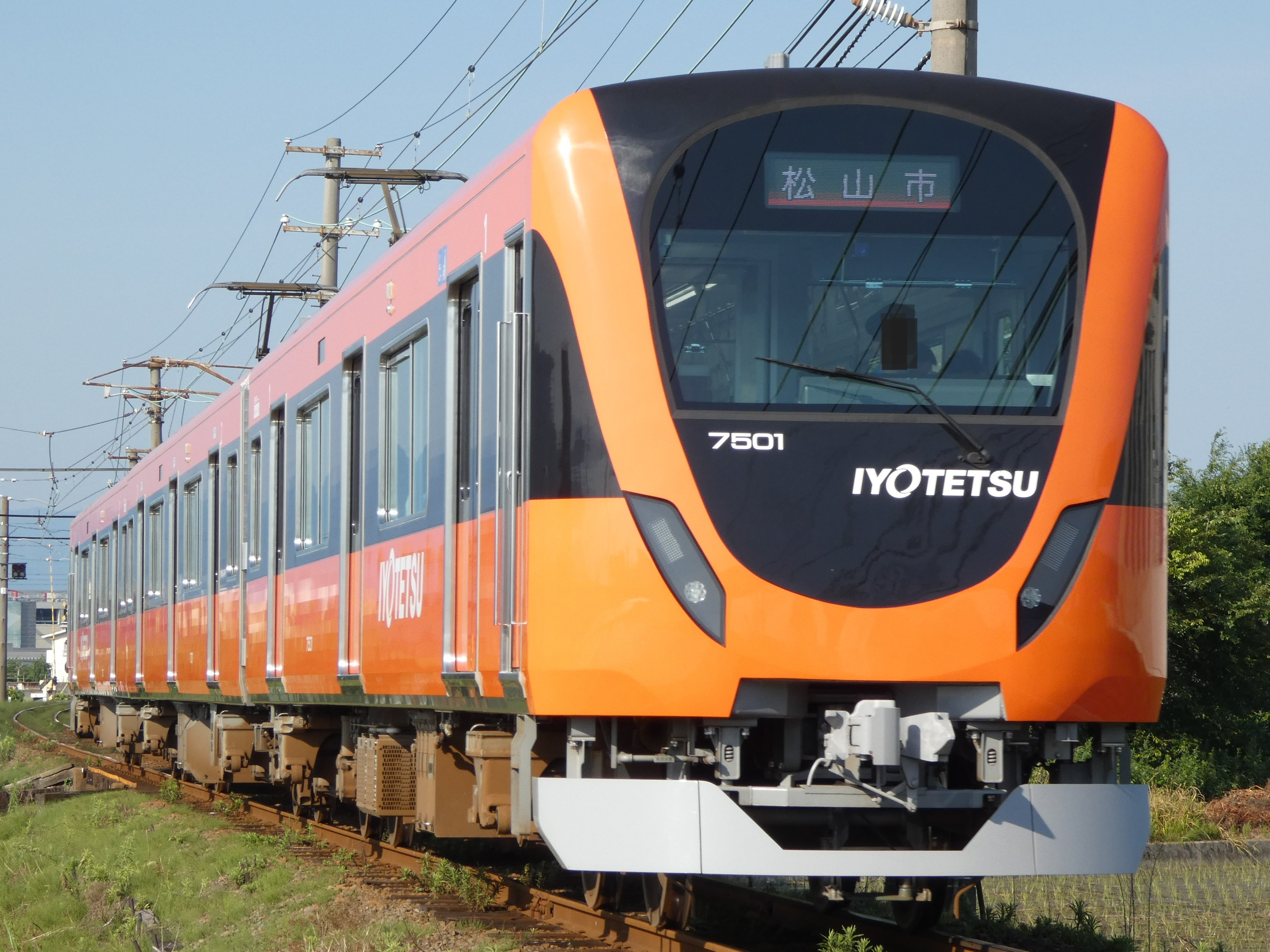
郊外線の7000系

大型の電車を使用する鉄道各線の総体で、案内上「郊外電車」と呼ばれる。松山市駅を拠点に、約10kmの3路線が放射状に延びている。平日の日中はいずれの路線とも15分、土休日は郡中線のみ日中20分間隔で運転される。平日朝のみ古町 - 横河原間の2往復のみ4両編成、そのほかは通常2両または3両編成で運転される。鉄道線・軌道線全車両を管理する車両基地・工場として古町車両工場を有する。架線電圧は高浜線のみが600V、他の2路線は750Vと異なるが、高浜線と横河原線は日中直通運転を行っており、3路線間で車両も共用されている（詳細は後述）。高浜線の高浜駅より松山観光港への延伸構想があるが、費用などの面から具体化していない。現有路線にはトンネルが全くない。
現有路線
- ■高浜線 高浜駅 - 松山市駅
- ■横河原線 松山市駅 - 横河原駅
- ■郡中線 松山市駅 - 郡中港駅

廃止路線
- 森松線 伊予立花駅（いよ立花駅） - 森松駅

路線図（クリックで拡大）

### 松山市内線
いわゆる路面電車であり、市内線、市内電車とも呼ばれる。松山市駅を拠点に、松山城を囲む形で運行されている環状線（東回りと西回りあり）、および松山市の最大の観光地である道後温泉と松山市駅・JR松山駅前、松山市駅と本町六丁目を結ぶ系統が運行されている。南堀端 - 上一万間は本町線以外の全ての系統が集中するため、多頻度の運行となっている。また、JR松山駅前・松山市駅・道後温泉駅を相互に結ぶ路線が複線化されている。
古町 - JR松山駅前 - 道後温泉、松山市駅 - 道後温泉間では、軽便鉄道時代に伊予鉄道で使用された蒸気機関車をディーゼル機関車として復元した「坊っちゃん列車」が運行されている。
幹線道路上を走る多くの区間において複線の軌道敷が確保され、一般の自動車が線路上を走行することはできないことになっているが、右折のため軌道敷内へ進入したまま停車して電車の進路を塞ぐ車や歩車分離式信号機のために、基本ダイヤ通りのスムーズな運行は難しいのが現状である。
1960年代に入ると、日本全国でモータリゼーションが進行し、路面電車は次々と淘汰されていった。その影響を受け、松山においてもタクシー業界が「路面電車廃止の陳情」を提出したことがあったが、採用されなかった。そうした時代の流れに反し、道路の配置上やむを得なかった上一万 - 道後公園間を除いて、軌道内への進入禁止が徹底され、1962年（昭和37年）には路線が延長される。後に、上一万 - 道後公園間に関しても道路拡幅工事によって軌道内進入禁止となり、市内線全てが自動車の進入禁止となった。中心市街地を結ぶという運行ルートや、行政や市民の支持があったことで、路線縮小などが起こらずに路面電車が生き残り、現在も重要な交通手段として市民権を得ている。
欧州を中心に路面電車（「ヨーロッパのトラム」を参照）が再評価されており、日本においても富山市における新規開業を嚆矢として、各都市で導入計画が検討されるなど復権しつつある。愛媛県や松山市も路面電車（LRT）に関して積極的な自治体の一つで、松山空港乗り入れや本町線延伸など、幾つかの延伸構想がある（後述）。

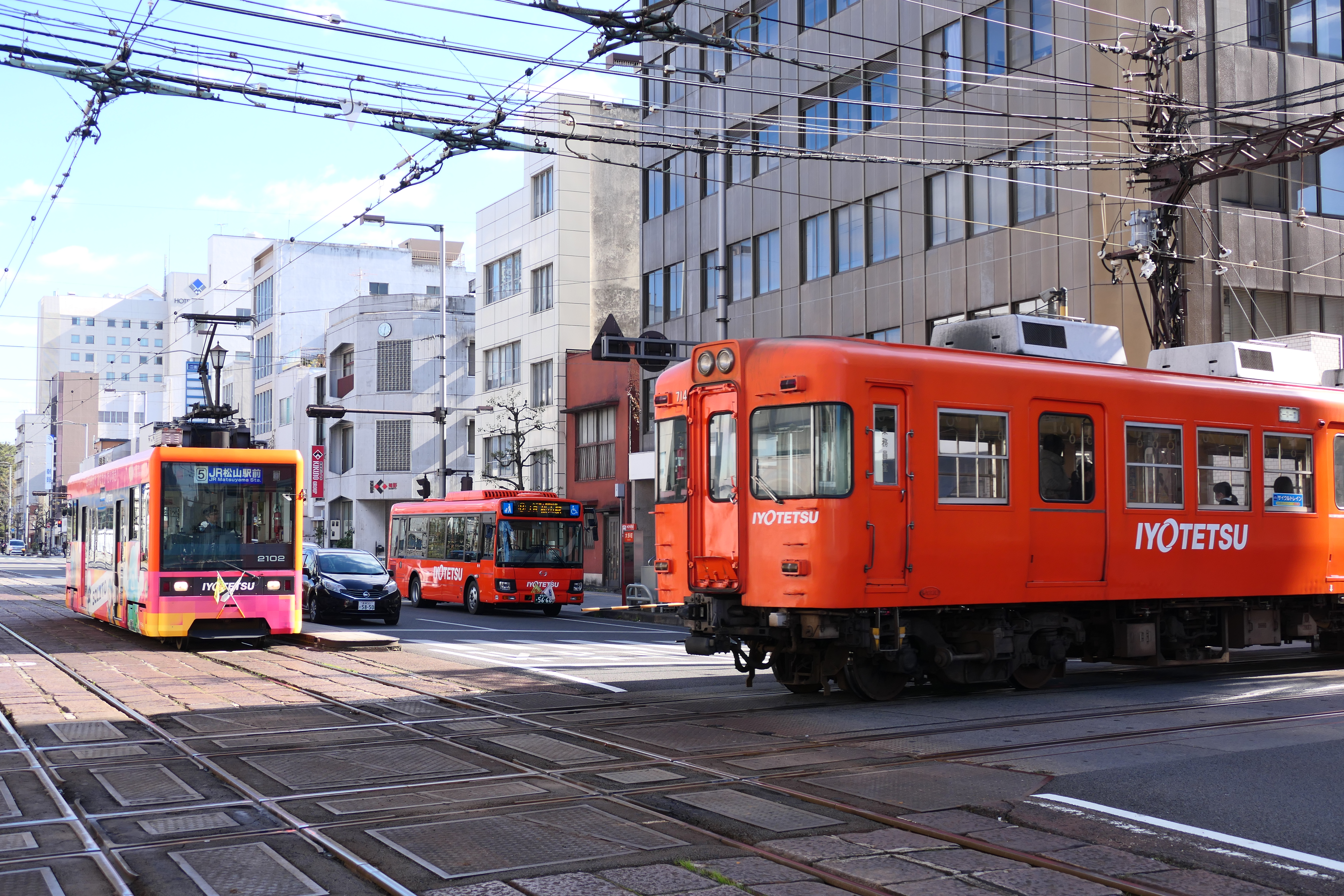
大手町駅で高浜線（郊外線）電車と大手町線（市内線）電車が平面交差する様子
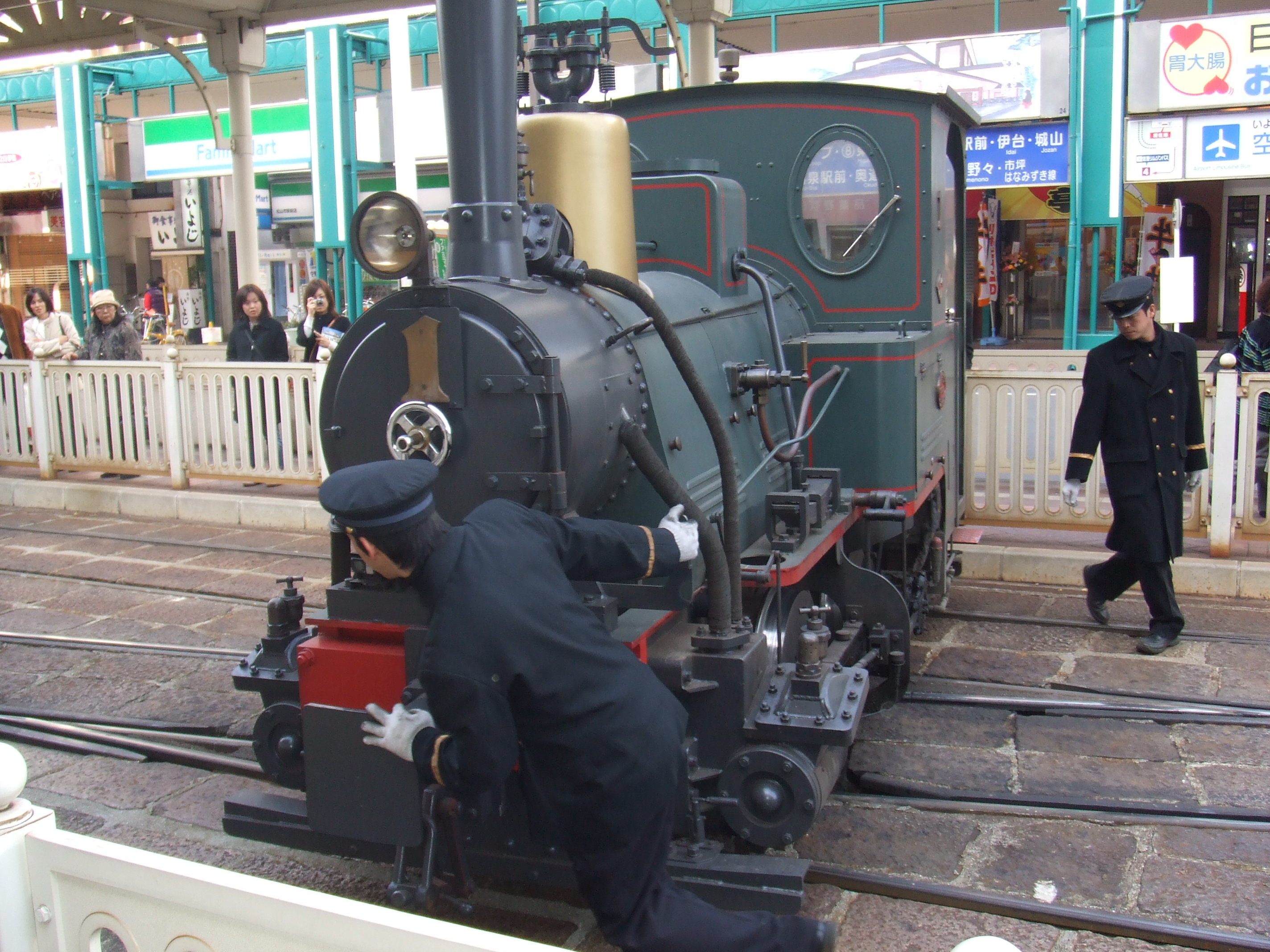
坊っちゃん列車 撮影・松山市駅（同電停と古町駅、道後温泉駅の3駅で機関車の方向転換が見られる）

#### 路線
城北線は鉄道事業法に基づく「鉄道」、他は軌道法に基づく「軌道」である。
| 路線名 | 路線名   | 距離  | 運行系統 | 運行系統 | 運行系統 | 運行系統 | 運行系統 | 運行系統       | 区間                       | 電停数 |
| ------ | -------- | ----- | -------- | -------- | -------- | -------- | -------- | -------------- | -------------------------- | ------ |
| 鉄道   | 城北線   | 2.7km | 1号線    | 2号線    |          |          |          |                | 古町 - 平和通一丁目        | 9      |
| 軌道   | 城南線   | 3.5km | 1号線    | 2号線    | 3号線    | 5号線    | 6号線    | 坊っちゃん列車 | 道後温泉 - 西堀端          | 11     |
| 軌道   | 大手町線 | 1.4km | 1号線    | 2号線    |          | 5号線    |          | 坊っちゃん列車 | 古町 - JR松山駅前 - 西堀端 | 5      |
| 軌道   | 本町線   | 1.5km |          |          |          |          | 6号線    |                | 本町一丁目 - 本町六丁目    | 5      |
| 軌道   | 花園線   | 0.4km | 1号線    | 2号線    | 3号線    |          | 6号線    | 坊っちゃん列車 | 松山市駅 - 南堀端          | 2      |
| 軌道   | 連絡線   | 0.1km | 1号線    | 2号線    |          |          |          |                | 平和通一丁目 - 上一万      | 2      |

 ＝ 坊っちゃん列車

#### 運転系統

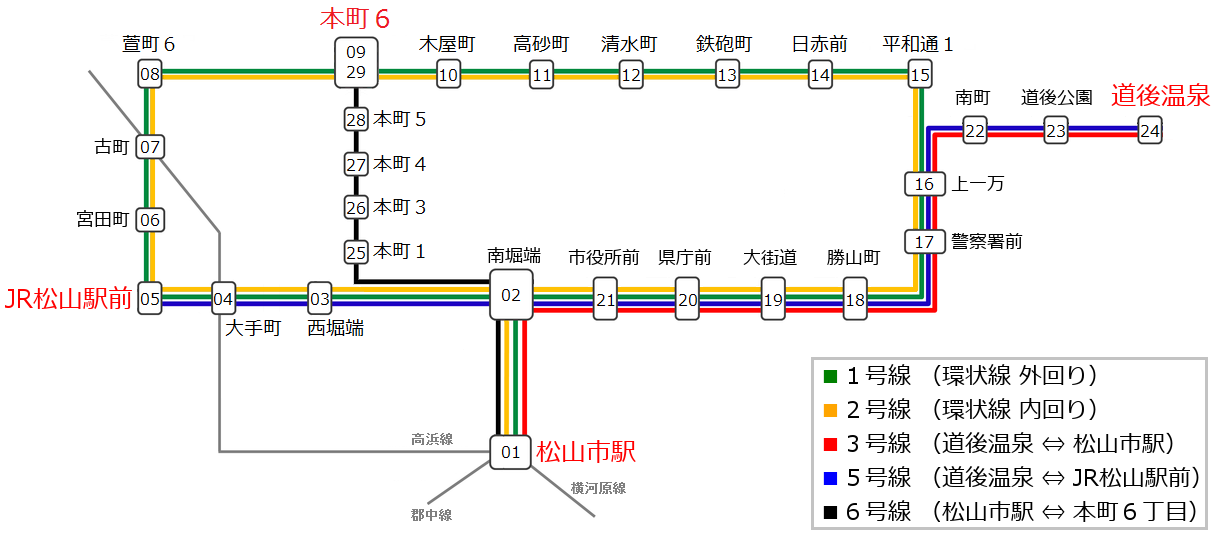
運転系統図

| 系統番号       | 系統名         | 運行区間                                          | 電停数 | 運行間隔（日中） | 備考                   |
| -------------- | -------------- | ------------------------------------------------- | ------ | ---------------- | ---------------------- |
| 1号線          | 環状線         | 松山市駅→JR松山駅前→木屋町→鉄砲町→大街道→松山市駅 | 21     | 10分             |                        |
| 2号線          | 環状線         | 松山市駅→大街道→鉄砲町→木屋町→JR松山駅前→松山市駅 | 21     | 10分             |                        |
| 3号線          | 松山市駅線     | 松山市駅 - 大街道 - 道後温泉                      | 11     | 12分             |                        |
| 5号線          | JR松山駅前線   | JR松山駅前 - 大街道 - 道後温泉                    | 13     | 15分             |                        |
| 6号線          | 本町線         | 松山市駅 - 本町六丁目                             | 7      |                  | 平日13：00台までの運行 |
| 坊っちゃん列車 | 坊っちゃん列車 | 古町 - JR松山駅前 - 大街道 - 道後温泉             | 4      |                  | 土日祝日のみ運行       |
| 坊っちゃん列車 | 坊っちゃん列車 | 松山市駅 - 大街道 - 道後温泉                      | 3      |                  | 土日祝日のみ運行       |

坊っちゃん列車は乗降できる電停数を表す。

### 延伸計画
大手町線（南江戸延伸と松山空港への乗り入れ）
松山市では2020年代にJR予讃線とJR松山駅の高架化及び周辺地区の区画整備を完成させる予定（2019年時点では高架化工事の完成が2023年度末=2024年3月）だが、その都市計画の一環として、市内電車が延伸される。
具体的には、高架化されるJR松山駅の直下まで路面電車を乗り入れさせて利用の便を図るほか、そこから南江戸五丁目の松山環状線までの700mを延伸するとしている。
この南江戸延伸は、将来の松山空港乗り入れも視野に入れた計画とされており、2014年2月の県定例会で中村時広知事は、延伸を「将来の夢」と述べた議員の質問に対してそれに賛同しながら「実現には、多額の経費や事業採算性を初め、克服すべき多くの課題を有している」「今後、主体となる松山市や伊予鉄道などと連携しながら、将来の目指すべき交通体系の一つとして、その夢の実現の可能性を追求していきたい」と答弁した。更に中村知事は、2期目の政策の一つとして、JR松山駅から松山空港までの路面電車延伸に本格的に取り組む姿勢をみせている。道路の中央分離帯の活用や、国の補助なども勘案して検討するとしたうえで「空港を降りて、坊っちゃん列車が止まっているなんて、日本どころか世界でもありえない。PRにはもってこいだ」と意欲を語った。また2014年11月17日、松山市長に再選された野志克仁は、「低床の連結路面電車の導入や、伊予鉄道路面電車の松山空港への延伸を進めていきたい」という展望を述べた。伊予鉄道側も計画に積極的で、新計画の一環として連接型LRT車両の導入検討や空港延伸の本格化を挙げている。
発足した検討会において、松山駅から南江戸延伸を前提としたそれぞれ新空港通り、旧空港通り、市道新玉49号付近（新玉街道）を経由する市内電車3ルートと、郡中線土居田駅から分岐して旧空港通りを経由する郊外電車1ルートの計4ルート案が示されている。
駅前広場への路面電車引き込みルートについて、松山駅直下を通り抜ける新設の道路（松山駅広東西連絡線）上に新停留場を設置することが検討されていたが、2019年の第7回松山駅周辺笑顔あふれるまちづくり推進協議会で、環状線の折り返し運転回避などのため、東口広場の一角にJR松山駅前停留場を移設し、そこから南江戸方面への延伸区間を分岐させる方針が了承された。
しかし、2024年3月27日に開催された第5回松山駅まち会議の資料では、図面から市内線の延伸区間が消され、線路があるはずのところには樹木を植えるようにされており、延伸計画は事実上凍結されたことが窺える。

### 延伸構想
詳細は各路線の記事を参照。
本町線（山越・鴨川地区への延伸）
本町線を国道196号線沿いに延伸することにより、人口密度が非常に高いが鉄道空白地帯となっている山越・鴨川方面まで延伸するという構想が昔からある。並行する伊予鉄バス北条線は、森松線や10番線、空港線などのバス路線と並んで、四国地方で最も高頻度運転が行われている区間であり、複線化などが必要ではあるものの延伸された場合は当路線は盲腸路線でなくなる。
松山市も公共交通の利便性向上や低炭素社会を実現するためには有効な手段であるとしており、国道196号を整備する時には、道路管理者である国に要望していきたいとしているが、伊予鉄側は愛媛県に対し「現時点で計画はない」と回答している。
なお、本町線は2005年以降、運行本数の削減が繰り返し行われ、2020年から土休日は全便運休という状況となっている。

高浜線（松山観光港への延伸）
高浜線の終点である高浜駅は、高浜港の目の前であるが、港湾機能が限界に達したため、高浜港の北700mの地点に松山観光港が整備されフェリーなどの船舶の発着が移転した。このため、連絡バスへの乗り換えが必要となっており、高浜駅から松山観光港ターミナルまで延伸するという構想が20年以上前からある。松山観光港旅客ターミナルは将来の鉄道乗り入れを視野に入れた設計だが、予算の問題に加え、県道19号の高浜トンネル開通により自社で運行する松山観光港リムジンバスの所要時間が短縮され鉄道と遜色なくなったことなどによって計画は停滞している。
行政側も、松山空港乗り入れ構想と合わせて重要な課題と位置付けており、当面は事業化の可能性を検討していくことになる。

森松線（森松線の復活と砥部町への乗り入れ）
かつて、伊予鉄道にはいよ立花駅から分岐して国道33号線沿いに、石井・森松地区までを結んでいた路線（森松線）が存在したが、1965年（昭和40年）12月1日に廃止された。伊豫豆比古命神社の椿祭りの開催日には臨時列車が運行されるなど賑わったが、平日日中は空気輸送状態であったという。
廃線後暫くすると、森松線沿線及びその延長にある砥部町は、当時からは想像もできないほどに発展した。ベッドタウンとしてだけでなく、愛媛県総合運動公園陸上競技場や愛媛県立とべ動物園といった大型集客施設も開設されたため、国道33号線の渋滞は悪化の一途を辿った。そして1997年（平成9年）には松山自動車道松山インターチェンジが開通して更に道路渋滞に拍車がかかった。
現状を踏まえて、森松線の復活や重信川を渡河し砥部町まで延伸開業するという構想があるものの、巨額の建設費がかかるとして具体化していない。当時の廃線敷のほとんどは売却され、国道33号の拡張用などとなった。

## 輸送人員
- 郊外電車 約1125万人 （ピークは2300万人[70]）
- 市内電車（路面電車） 約659万人
- バス 約770万人

いずれも2011年度。それぞれピーク時より50% - 80%減っている。
| 輸送人員の推移 | 輸送人員の推移        | 輸送人員の推移             | 輸送人員の推移          | 輸送人員の推移        | 輸送人員の推移        | 輸送人員の推移             | 輸送人員の推移          | 輸送人員の推移        | 輸送人員の推移 |
| 年度           | 鉄道線                | 鉄道線                     | 鉄道線                  | 鉄道線                | 軌道線                | 軌道線                     | 軌道線                  | 軌道線                |                |
| 年度           | 旅客輸送人員 （千人） | 一日1km平均 通過人員（人） | 鉄道業営業収入 （千円） | 鉄道業営業費 （千円） | 旅客輸送人員 （千人） | 一日1km平均 通過人員（人） | 鉄道業営業収入 （千円） | 鉄道業営業費 （千円） |                |
| -------------- | --------------------- | -------------------------- | ----------------------- | --------------------- | --------------------- | -------------------------- | ----------------------- | --------------------- | -------------- |
| 1979           | 18,254                |                            | 2,166,923               | 2,166,029             | 11,794                |                            | 960,424                 | 966,733               |                |
| 1982           | 17,403                | 8,893                      | 3,479,386               | 3,419,111             | 10,355                | 5,903                      | 鉄道線と合算            | 鉄道線と合算          |                |
| 1984           | 15,855                | 8,182                      | 3,552,140               | 3,410,050             | 9,330                 | 5,325                      | 鉄道線と合算            | 鉄道線と合算          |                |
| 1985           | 15,613                | 8,018                      | 3,607,111               | 3,449,063             | 9,050                 | 5,152                      | 鉄道線と合算            | 鉄道線と合算          |                |
| 1986           | 15,146                | 7,790                      | 3,824,418               | 3,622,941             | 9,355                 | 5,318                      | 鉄道線と合算            | 鉄道線と合算          |                |
| 1987           | 14,848                | 7,610                      | 3,751,745               | 3,602,909             | 9,115                 | 5,166                      | 鉄道線と合算            | 鉄道線と合算          |                |
| 1988           | 16,990                | 7,630                      | 3,771,931               | 3,730,789             | 9,226                 | 5,242                      | 鉄道線と合算            | 鉄道線と合算          |                |
| 1989           | 16,801                | 7,113                      | 2,719,597               | 2,665,988             | 9,083                 | 5,155                      | 1,131,170               | 1,127,808             |                |
| 1990           | 16,281                | 7,191                      | 2,787,720               | 2,673,750             | 9,230                 | 5,233                      | 1,156,275               | 1,148,058             |                |
| 1991           | 16,551                | 7,235                      | 2,837,803               | 2,711,102             | 9,599                 | 5,422                      | 1,209,477               | 1,177,503             |                |
| 1992           | 16,433                | 7,201                      | 2,816,147               | 2,727,375             | 9,251                 | 5,241                      | 1,168,838               | 1,154,744             |                |
| 1993           | 16,211                | 7,051                      | 2,831,249               | 2,773,353             | 9,307                 | 5,268                      | 1,193,111               | 1,150,934             |                |
| 1994           | 15,072                | 6,591                      | 2,941,013               | 2,786,393             | 9,032                 | 5,111                      | 1,261,718               | 1,177,458             |                |
| 1995           | 14,953                | 6,526                      | 2,921,653               | 2,764,949             | 8,944                 | 5,042                      | 1,263,431               | 1,196,804             |                |
| 1996           | 14,892                | 6,535                      | 2,916,355               | 2,733,192             | 8,755                 | 4,945                      | 1,236,311               | 1,188,932             |                |
| 1997           | 13,855                | 6,065                      | 2,713,432               | 2,560,007             | 8,381                 | 4,732                      | 1,163,604               | 1,211,675             |                |
| 1998           | 13,336                | 5,804                      | 2,619,170               | 2,516,187             | 7,948                 | 4,486                      | 1,119,103               | 1,128,710             |                |
| 1999           | 12,589                | 5,457                      | 2,517,824               | 2,453,409             | 7,694                 | 4,329                      | 1,090,818               | 1,107,841             |                |
| 2000           | 12,103                | 5,320                      | 2,435,604               | 2,359,463             | 7,332                 | 4,134                      | 1,037,121               | 1,062,966             |                |
| 2001           | 10,340                | 5,209                      | 2,263,058               | 2,177,557             | 7,400                 | 4,188                      | 956,908                 | 1,008,419             |                |
| 2002           | 10,681                | 5,283                      | 2,203,244               | 2,055,619             | 7,384                 | 4,191                      | 943,101                 | 997,945               |                |
| 2003           | 10,740                | 5,331                      | 2,188,396               | 2,025,477             | 7,423                 | 4,208                      | 930,184                 | 996,840               |                |
| 2004           | 10,598                | 5,333                      | 3,020,404               | 2,976,952             | 7,158                 | 4,077                      | 鉄道線と合算            | 鉄道線と合算          |                |
| 2005           |                       |                            |                         |                       |                       |                            |                         |                       |                |
| 2006           |                       |                            |                         |                       |                       |                            |                         |                       |                |
| 2007           |                       |                            |                         |                       |                       |                            |                         |                       |                |
| 2008           |                       |                            |                         |                       |                       |                            |                         |                       |                |
| 2009           |                       |                            |                         |                       |                       |                            |                         |                       |                |
| 2010           |                       |                            |                         |                       |                       |                            |                         |                       |                |
| 2011           |                       |                            |                         |                       |                       |                            |                         |                       |                |
| 2012           | 11,348                | 5,825                      | 3,076,709               | 3,004,059             | 6,620                 | 3,783                      | 鉄道線と合算            | 鉄道線と合算          |                |
| 2013           | 11,558                | 5,907                      | 3,128,875               | 3,027,589             | 6,867                 | 3,927                      | 鉄道線と合算            | 鉄道線と合算          |                |
| 2014           | 11,497                | 5,849                      | 3,105,032               | 3,217,002             | 6,910                 | 3,952                      | 鉄道線と合算            | 鉄道線と合算          |                |
| 2015           | 11,790                | 5,954                      | 3,193,922               | 3,242,425             | 7,045                 | 4,019                      | 鉄道線と合算            | 鉄道線と合算          |                |
| 2016           | 11,998                | 6,040                      | 3,386,740               | 3,295,773             | 7,009                 | 4,015                      | 鉄道線と合算            | 鉄道線と合算          |                |
| 2017           | 12,029                | 6,061                      | 3,403,061               | 3,272,832             | 7,197                 | 4,120                      | 鉄道線と合算            | 鉄道線と合算          |                |
| 2018           | 12,170                | 6,118                      | 3,553,675               | 3,222,455             | 7,228                 | 4,139                      | 鉄道線と合算            | 鉄道線と合算          |                |
| 2019           | 12,175                | 6,072                      | 3,516,927               | 3,157,660             | 6,938                 | 3,967                      | 鉄道線と合算            | 鉄道線と合算          |                |
| 2020           | 9,802                 | 4,925                      | 2,710,684               | 2,895,464             | 4,466                 | 2,583                      | 鉄道線と合算            | 鉄道線と合算          |                |
| 2021           | 9,853                 | 4,963                      |                         |                       | 4,672                 | 2,697                      |                         |                       |                |

- 民鉄主要統計『年鑑世界の鉄道』1983年、朝日新聞社、『年鑑日本の鉄道』1985、1987-2007年、鉄道ジャーナル社
- 『鉄道統計年報』国土交通省
- 民鉄の事業者別輸送実績（令和３年度）  鉄道部  組織別情報  四国運輸局

### 戦前の輸送収支実績
| 鉄道線 | 鉄道線         | 鉄道線         | 鉄道線         | 鉄道線       | 鉄道線         | 鉄道線                                                    | 鉄道線                            | 鉄道線         |
| 年度   | 輸送人員（人） | 貨物量（トン） | 営業収入（円） | 営業費（円） | 営業益金（円） | その他益金（円）                                          | その他損金（円）                  | 支払利子（円） |
| ------ | -------------- | -------------- | -------------- | ------------ | -------------- | --------------------------------------------------------- | --------------------------------- | -------------- |
| 1889   | 476,479        |                | 15,134         | 8,504        | 6,630          |                                                           |                                   |                |
| 1890   | 460,217        | 1,821          | 15,059         | 7,720        | 7,339          |                                                           |                                   |                |
| 1891   | 446,516        | 1,340          | 14,593         | 7,805        | 6,788          |                                                           |                                   |                |
| 1892   | 569,764        | 2,092          | 18,553         | 9,318        | 9,235          |                                                           |                                   |                |
| 1893   | 759,764        | 4,042          | 25,724         | 12,623       | 13,101         |                                                           |                                   |                |
| 1894   | 804,102        | 3,464          | 29,263         | 14,496       | 14,767         |                                                           |                                   |                |
| 1895   | 918,488        | 2,891          | 32,011         | 14,905       | 17,106         |                                                           |                                   |                |
| 1896   | 1,183,708      | 3,925          | 43,490         | 20,685       | 22,805         |                                                           |                                   |                |
| 1897   | 1,163,872      | 3,489          | 51,394         | 26,382       | 25,012         |                                                           |                                   |                |
| 1898   | 1,037,450      | 3,938          | 54,331         | 29,497       | 24,834         |                                                           |                                   |                |
| 1899   | 1,125,579      | 7,342          | 62,565         | 34,786       | 27,779         |                                                           |                                   |                |
| 1900   | 2,436,994      | 12,724         | 126,924        | 73,447       | 53,477         |                                                           |                                   |                |
| 1901   | 2,143,380      | 12,747         | 135,984        | 76,540       | 59,444         |                                                           |                                   |                |
| 1902   | 1,883,165      | 14,303         | 128,628        | 77,990       | 50,638         |                                                           |                                   |                |
| 1903   | 1,927,446      | 13,612         | 131,948        | 79,031       | 52,917         |                                                           |                                   |                |
| 1904   | 1,920,843      | 9,764          | 135,416        | 72,239       | 63,177         |                                                           |                                   |                |
| 1905   | 2,167,297      | 11,228         | 152,560        | 79,042       | 73,518         |                                                           |                                   |                |
| 1906   | 2,352,404      | 12,485         | 169,007        | 94,631       | 74,376         |                                                           |                                   |                |
| 1907   | 2,624,008      | 13,716         | 195,623        | 101,143      | 94,480         |                                                           |                                   |                |
| 1908   | 2,711,583      | 67,352         | 206,637        | 116,766      | 89,871         | 桟橋勘定2,214                                             |                                   | 676            |
| 1909   | 2,680,871      | 76,480         | 214,387        | 118,199      | 96,188         | 桟橋勘定2,947                                             |                                   | 4,969          |
| 1910   | 2,692,120      | 79,807         | 216,873        | 118,395      | 98,478         | 2,972                                                     |                                   | 4,200          |
| 1911   | 3,059,894      | 89,902         | 222,894        | 126,176      | 96,718         | 3,623                                                     | 火災損失建設費償却金19,364        | 3,867          |
| 1912   | 3,189,232      | 110,871        | 230,123        | 138,080      | 92,043         | 桟橋勘定利益金3,758                                       |                                   | 6,925          |
| 1913   | 2,713,739      | 111,690        | 237,526        | 135,618      | 101,908        |                                                           |                                   | 4,201          |
| 1914   | 2,704,741      | 113,666        | 229,373        | 137,759      | 91,614         |                                                           | 桟橋減価償却1,000                 | 3,662          |
| 1915   | 3,856,819      | 117,562        | 223,556        | 127,541      | 96,015         |                                                           |                                   | 4,995          |
| 1916   | 2,828,947      | 137,055        | 243,238        | 138,504      | 104,734        | 伊予水力電気ヨリ引継利益及繰越金60,545                    |                                   | 3,219          |
| 1917   | 3,521,056      | 136,609        | 271,064        | 168,693      | 102,371        | 143,922                                                   |                                   | 16,733         |
| 1918   | 3,862,859      | 135,660        | 345,267        | 255,324      | 89,943         | 電燈電力益金190,451 減資償却金及特別準備積立金受入224,400 | 火災欠損金及減損償却金85,574      | 616            |
| 1919   | 4,572,557      | 143,857        | 531,837        | 436,088      | 95,749         | 電燈電力益金315,781                                       |                                   | 785            |
| 1920   | 4,747,487      | 126,570        | 649,541        | 470,397      | 179,144        | 電燈電力益金282,592 南海電気合併差金249,330               |                                   |                |
| 1921   | 5,228,922      | 149,852        | 758,983        | 461,017      | 297,966        |                                                           |                                   |                |
| 1922   | 5,906,572      | 148,048        | 831,144        | 484,865      | 346,279        |                                                           |                                   |                |
| 1923   | 6,164,079      | 147,832        | 818,646        | 493,593      | 325,053        | 電気収入其他2,633,522                                     | 電気収入其他1,203,491             |                |
| 1924   | 6,238,688      | 165,360        | 825,353        | 491,215      | 334,138        | 軌道業其他1,629307                                        | 雑損金500                         |                |
| 1925   | 6,172,531      | 159,304        | 782,103        | 496,702      | 285,401        | 軌道及電燈業1,719,138                                     | 雑損2,338                         |                |
| 1926   | 5,680,346      | 177,289        | 767,470        | 466,070      | 301,400        | 電燈軌道業其他2,613,780                                   | 雑損1,075                         |                |
| 1927   | 5,607,592      | 175,834        | 740,085        | 471,046      | 269,039        | 軌道電気等2,598,442                                       | 雑損25,923                        |                |
| 1928   | 6,526,060      | 171,091        | 765,872        | 491,459      | 274,413        | 軌道及電燈業其他2,617,652                                 | 雑損20,640                        |                |
| 1929   | 6,309,296      | 145,205        | 711,365        | 495,206      | 216,159        | 電燈業其他2,665,142                                       | 雑損9,896                         |                |
| 1930   | 5,970,065      | 121,632        | 644,054        | 458,458      | 185,596        | 軌道電気事業其他2,800,756                                 | 雑損370                           |                |
| 1931   | 5,470,232      | 134,147        | 565,726        | 476,242      | 89,484         | 軌道電気事業其他2,712,195                                 | 雑損15,585                        |                |
| 1932   | 5,264,682      | 72,689         | 504,728        | 441,932      | 62,796         | 軌道及電気業3,132,489                                     | 雑損償却金600,572                 |                |
| 1933   | 5,170,761      | 74,587         | 506,288        | 376,054      | 130,234        | 軌道電気其他3,057,279                                     | 雑損償却金305,685                 |                |
| 1934   | 5,364,412      | 77,983         | 497,645        | 369,435      | 128,210        | 軌道電燈業2,540,609                                       | 雑損2,874                         |                |
| 1935   | 5,645,796      | 74,050         | 509,682        | 339,062      | 170,620        | 電気業其他2,468,037                                       | 雑損3,085                         | 29,857         |
| 1936   | 5,756,620      | 82,725         | 528,305        | 327,400      | 200,905        | 電気業其ノ他2,944,762                                     | 雑損償却金91,791                  |                |
| 1937   | 5,991,026      | 83,746         | 562,705        | 389,952      | 172,753        | 電気軌道業其ノ他3,052,861                                 | 退職給与金14,400 雑損償却金83,234 |                |

| 軌道線 | 軌道線         | 軌道線         | 軌道線         | 軌道線       | 軌道線         | 軌道線                                    | 軌道線                   | 軌道線         |
| 年度   | 輸送人員（人） | 貨物量（トン） | 営業収入（円） | 営業費（円） | 営業益金（円） | その他益金（円）                          | その他損金（円）         | 支払利子（円） |
| ------ | -------------- | -------------- | -------------- | ------------ | -------------- | ----------------------------------------- | ------------------------ | -------------- |
| 1921   | 1,945,314      | 6,041          | 88,898         | 83,756       | 5,142          |                                           |                          |                |
| 1922   | 1,946,301      | 5,317          | 127,019        | 127,977      | ▲ 958          |                                           |                          |                |
| 1923   | 1,942,169      | 560            | 120,224        | 111,633      | 8,591          | その他3,319,983 重見川水電合併差益金6,197 | 1,585,451                |                |
| 1924   | 2,184,550      |                | 134,832        | 83,293       | 51,539         | 3,670,149                                 | 1,759,279                |                |
| 1925   | 2,195,538      |                | 128,785        | 89,930       | 38,855         | 3,897,376                                 | 他事業1,933,029雑損1,022 |                |
| 1926   | 3,188,113      |                | 185,514        | 106,983      | 78,531         | 2,381,159                                 | 雑損1,101                |                |
| 1927   | 4,530,907      |                | 246,460        | 141,635      | 104,825        | 2,763,729                                 | 雑損26,995               |                |
| 1928   | 3,693,934      |                | 155,793        | 112,505      | 43,288         | 地方鉄道電燈電力2,952,008                 | 雑損123,871              |                |
| 1929   | 3,765,054      |                | 160,195        | 119,485      | 40,710         | 地方鉄道及電気2,858,618                   | 雑損27,922               |                |
| 1930   | 3,598,616      |                | 154,092        | 111,334      | 42,758         | 地方鉄道電力及電燈2,943,834               | 雑損610                  |                |
| 1931   | 3,278,151      |                | 138,680        | 95,712       | 42,968         | 電燈電力及地方鉄道2,751,303               | 雑損8,178                |                |
| 1932   | 2,959,915      |                | 124,913        | 93,966       | 30,947         | 地方鉄道及電燈電力3,173,948               | 償却金及雑損610,183      |                |
| 1933   | 2,913,917      |                | 123,934        | 103,614      | 20,320         | 地方鉄道電気 土地建物業運送業3,161,531    | 雑損償却金300,022        |                |
| 1934   | 3,007,995      |                | 126,924        | 93,320       | 33,604         | 電燈電力及地方鉄道運送業2,638,999         | 雑損318                  | 6,340          |
| 1935   | 3,140,519      |                | 130,655        | 94,697       | 35,958         | 電燈電力2,497,491                         | 雑損270                  | 7,464          |
| 1936   | 3,567,684      |                | 145,147        | 107,639      | 37,508         | 地方鉄道電力及土地建物2,872,599           | 雑損償却金20,231         |                |
| 1937   | 4,156,811      |                | 177,778        | 128,624      | 49,154         | 電燈電力地方鉄道土地建物3,119,264         | 償却金20,000雑損20,438   |                |

- 鉄道局年報、鉄道院年報、鉄道院鉄道統計資料、鉄道省鉄道統計資料、鉄道統計資料、鉄道統計各年度版

## 在籍車両
2015年から「IYOTETSUチャレンジプロジェクト」の一環で、電車のオレンジ単色塗装への変更が開始された。2021年4月2日に郊外線車両最後の旧塗装編成3000系第2編成が古町工場に入場し、塗装変更がなされている。これにより全車両のオレンジ単色塗装化が達成された。
郊外線・市内電車とも福岡県福津市に鎮座する宮地嶽神社のお札またはステッカーが掲出されている。交通安全を祈願したものではあるが、「伊予鉄道125年史」のコラム「宮地嶽神社といよてつ」によれば、高浜線電化の際に松山市駅構内から「宮地」と記された石碑が出土し、これを宮地嶽神社の分祀として伊予鉄で奉祀したことがその経緯だとしている。現在は本社ビルの屋上に社殿が整備されており、毎月1日に役員や管理職が安全祈願を行っている。

### 松山市内線
2025年3月現在、営業用の電車38両と「坊っちゃん列車」用のディーゼル機関車2両、客車3両の計43両が在籍する。
2002年3月に登場したモハ2100形電車は、伊予鉄道では「超低床式軌道電車」「（単車）LRT型車両」と呼んでいる。広島電鉄・熊本市交通局等の超低床車両は連接車であるが、同社の拠点駅である松山市駅停留場では、連接車の導入は到着ホームの先端から出発ホームへの渡り線までの間に連接車を導入できるだけの長さがないため困難であり、単車型を車両製造会社と開発して投入した。乗降はスムーズであるが、在来型に比べると定員が80人から47人に減り、車内通路が狭隘になっている。
なお、2017年9月には15年ぶりの新形式となるモハ5000形電車が導入された。
電車
- モハ50形（51・54・70・75-78（欠番は廃車））
- モハ2000形（京都市交通局からの譲渡車）（2002 - 2006）
- モハ2100形（2101 - 2110）
- モハ5000形（5001 - 5016）
- 坊っちゃん列車
  - D1形（1号）
  - D2形（14号）
  - ハ1形（1・2）
  - ハ31形

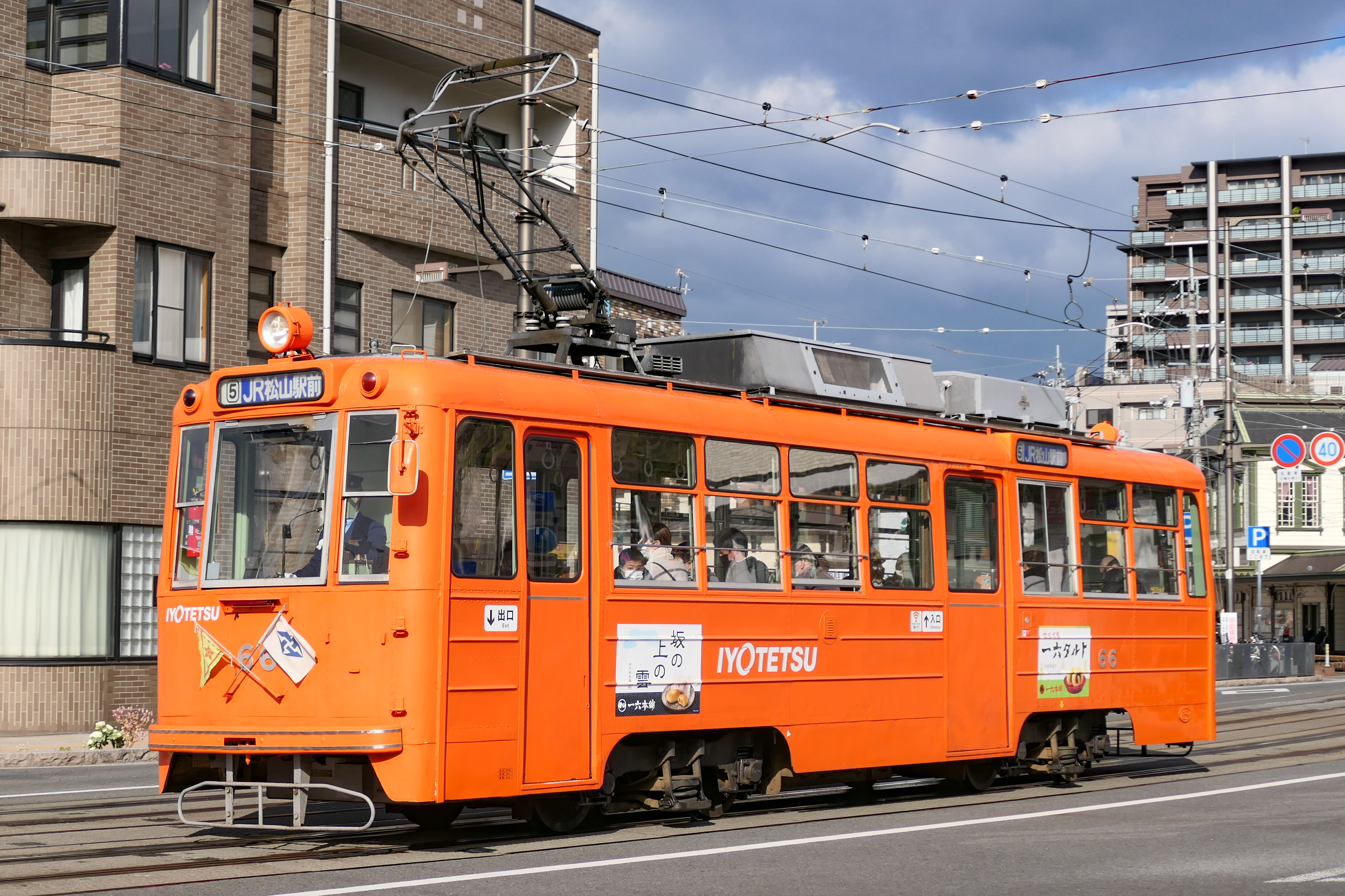
市内線のモハ50形（新塗装）
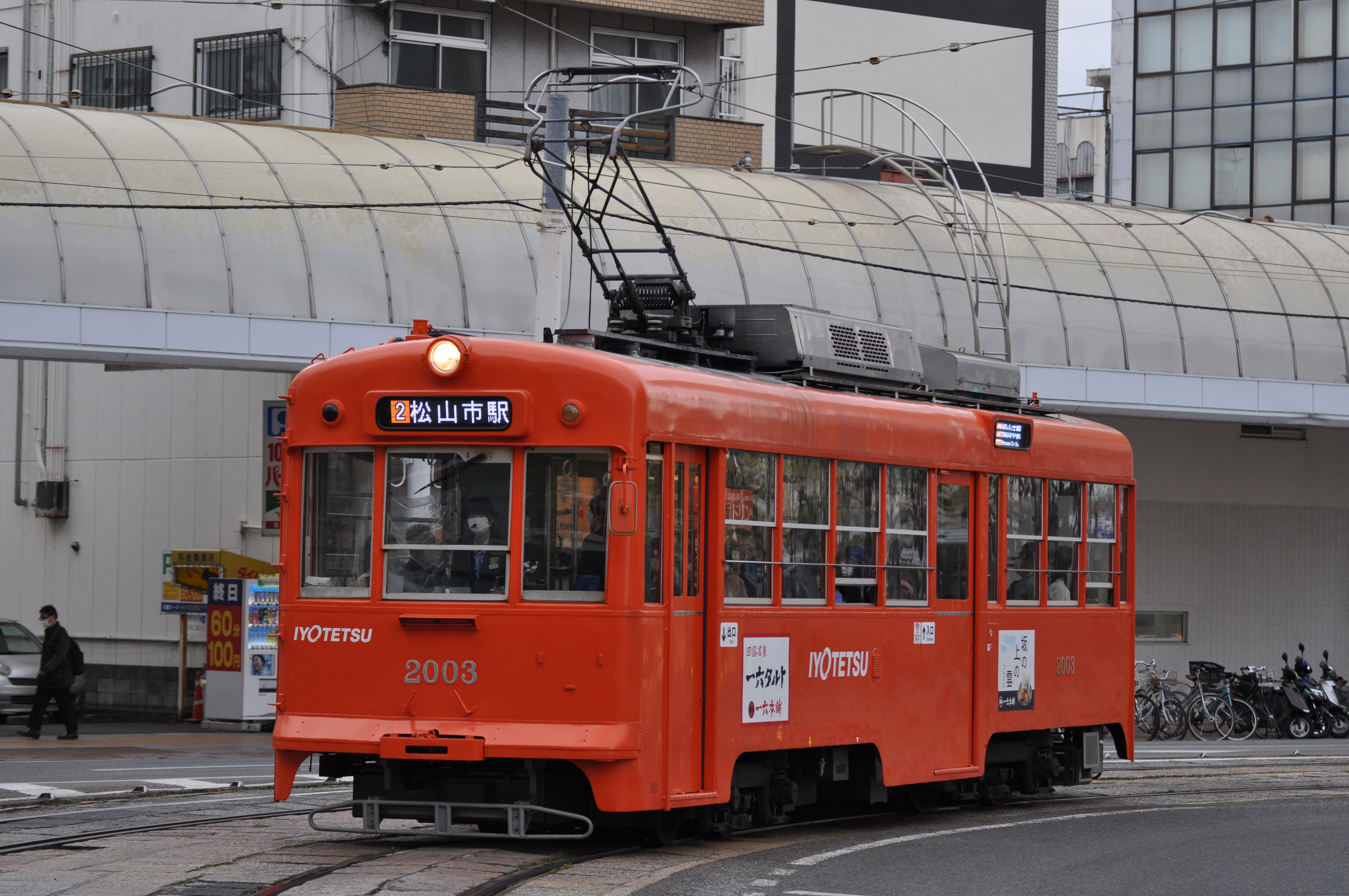
市内線のモハ2000形（新塗装）
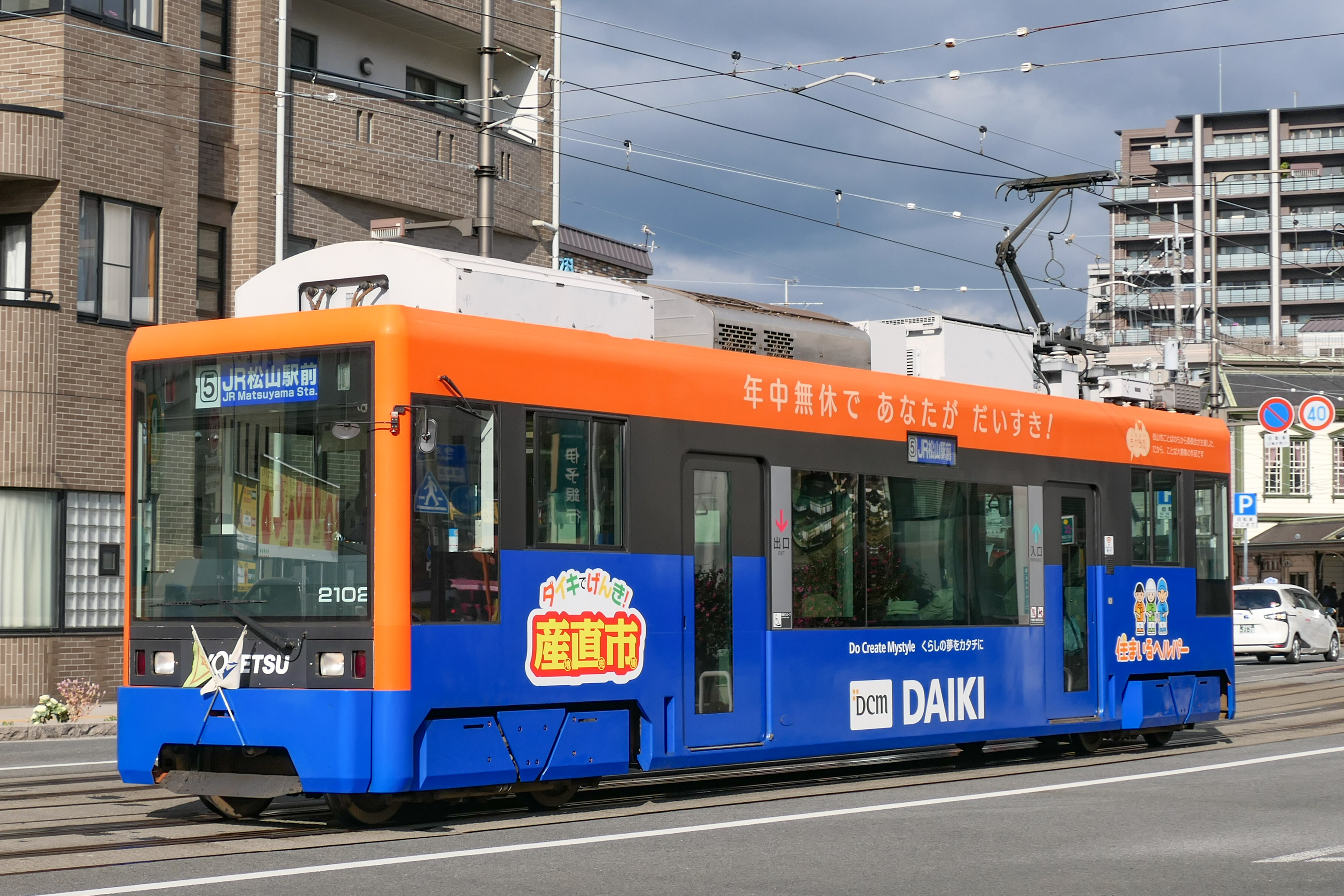
市内線のモハ2100形
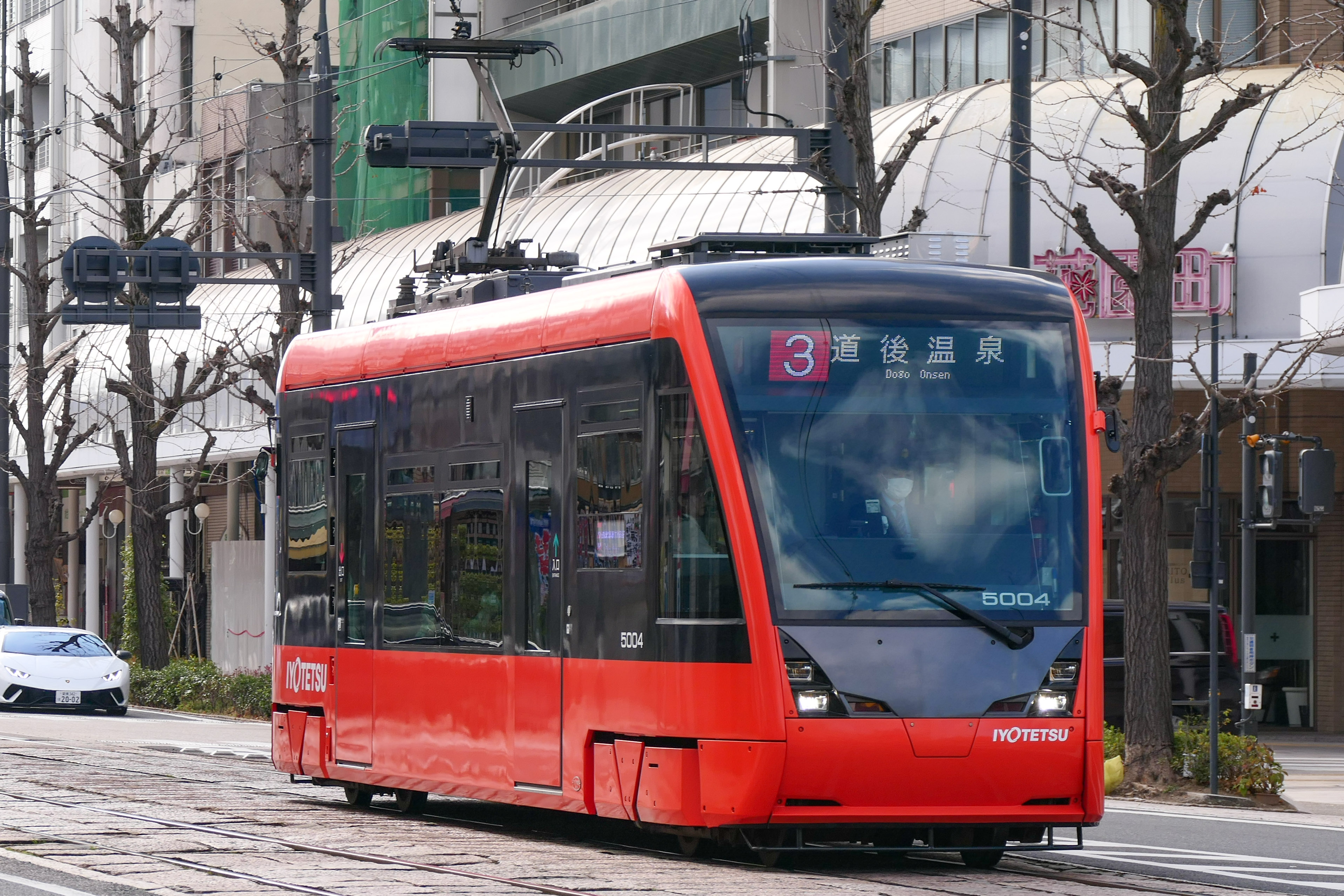
市内線のモハ5000形
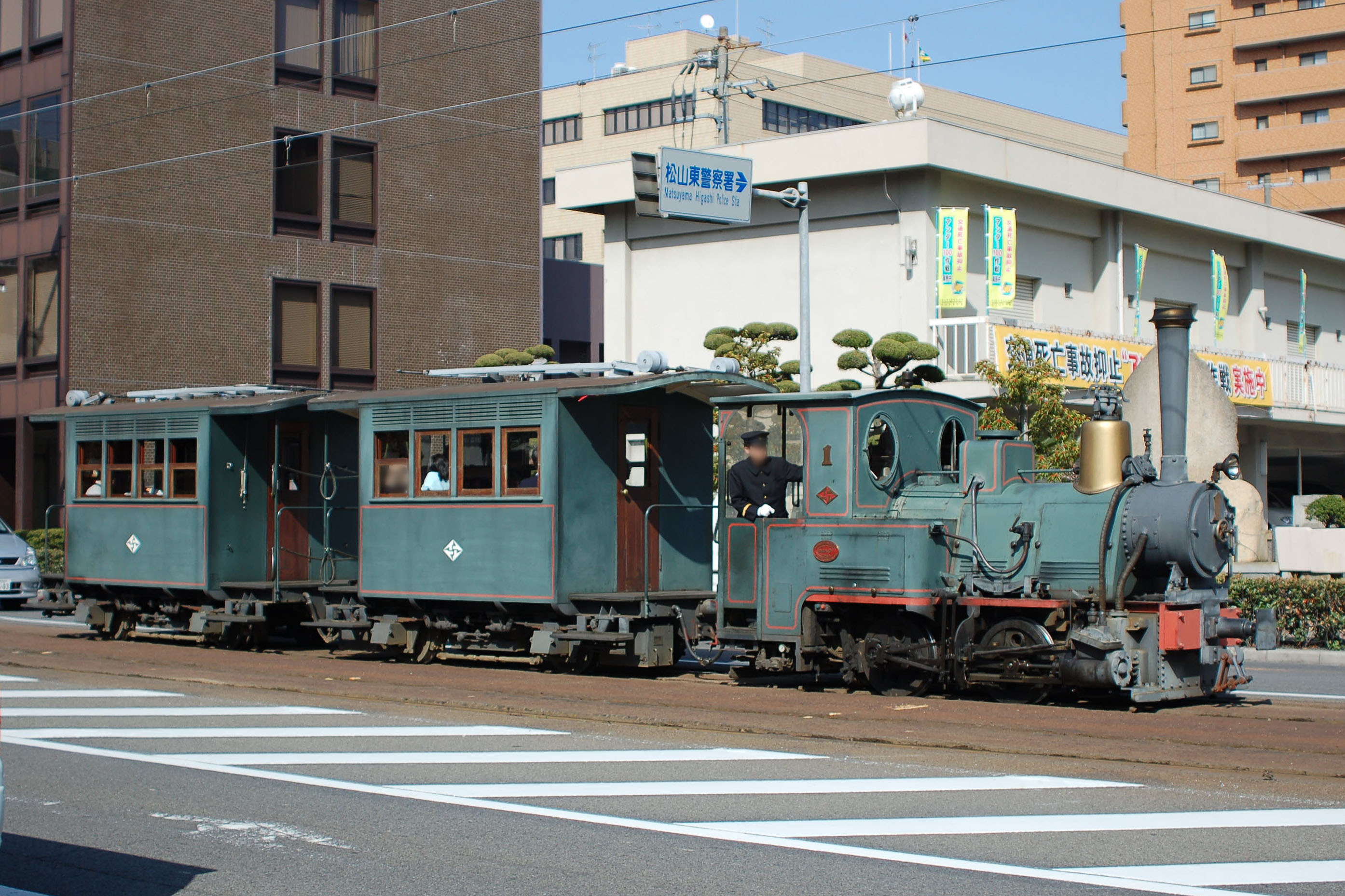
市内線の坊っちゃん列車・D1形+ハ1+ハ2

#### 過去に在籍した車両
電動貨車
- モニ30形（土佐電気鉄道（現とさでん交通）からの譲渡車）（30・31）

電車
- モハ50形（52・53・55-69・71-74・81・1001-1003）

81・1001-1003は他社局からの譲受車をモハ50形に編入していた。なお元呉市電の1001は呉市に返還され、保存されている。

### 郊外線
2025年2月現在、4系列53両の電車が在籍する。高浜線（直流600V）と郡中線・横河原線（直流750V）は電圧が異なるが、日本で主流の直流1500Vより低圧であり、低いほうの区間が比較的短く出力低下がそれほど大きくはならないため電車は必要最低限の対応しかされておらず通常複電圧車とは扱われない。
2004年1月から4月にかけて、当時長期休車中であった300系（後に運用に復帰することなく廃車解体）を除く全車両に車内案内装置が設置された。後に全車LCDに交換された。
電車
- 700系（元京王5000系〈初代〉）（756 - 767。2011年以降760 - 764が廃車〈後節参照〉）
- 610系（661 - 662）
- 3000系（元京王3000系）（3501 - 3510）
- 7000系（7501 - 7502）
700系の置き換えを目的とした自社発注の新型車両。2025年2月21日より3両編成2本が運行を開始した。これに加え、2027年2月までに3両編成4本が導入される予定である。製造は近畿車輛。

- 郊外線の700系
- 郊外線の610系（旧塗装）
- 郊外線の3000系
- 郊外線の7000系

#### 過去に在籍した車両
電車
- 100系（101 - 106。1984年引退）
106編成は1985年から銚子電気鉄道に譲渡され、2010年9月23日まで在籍した。
- 110系（1994年引退）
- 120系（1989年引退）
- 130系（1991年引退）
- 300系（301 - 302。2000年以降休車、2008年解体）
- 600系（601・1995年引退、2008年解体）
- 800系 （元京王2010系）（811 - 816。2010年引退）
822 - 852・823 - 853は銚子電気鉄道へ譲渡され、同社の2000形となった。
- 700系（元京王5000系〈初代〉）（760 - 764が2011年、2015年、2021年、2025年に廃車）

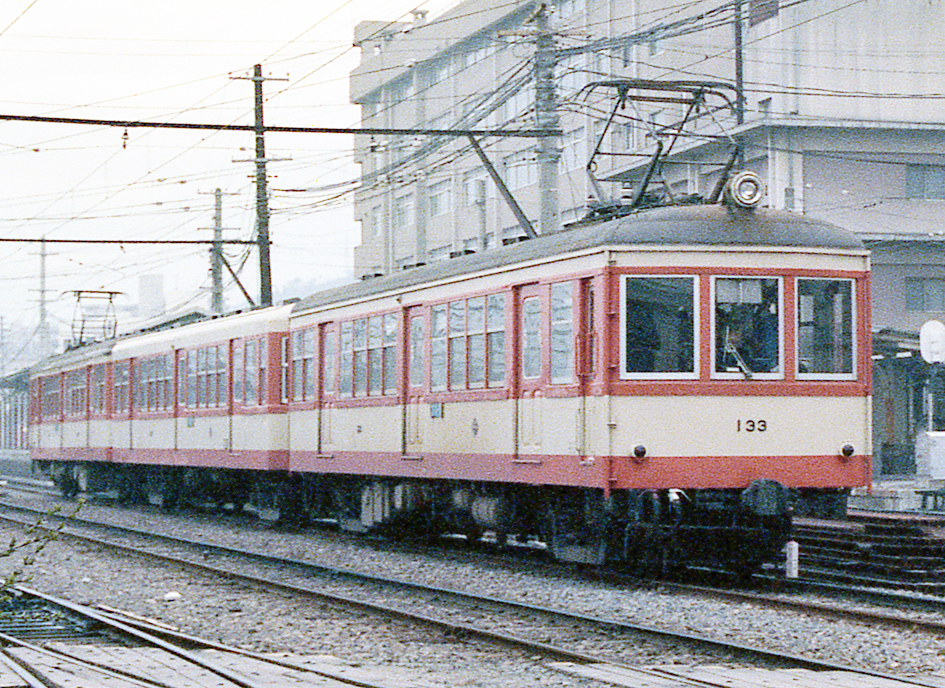
郊外線の130系
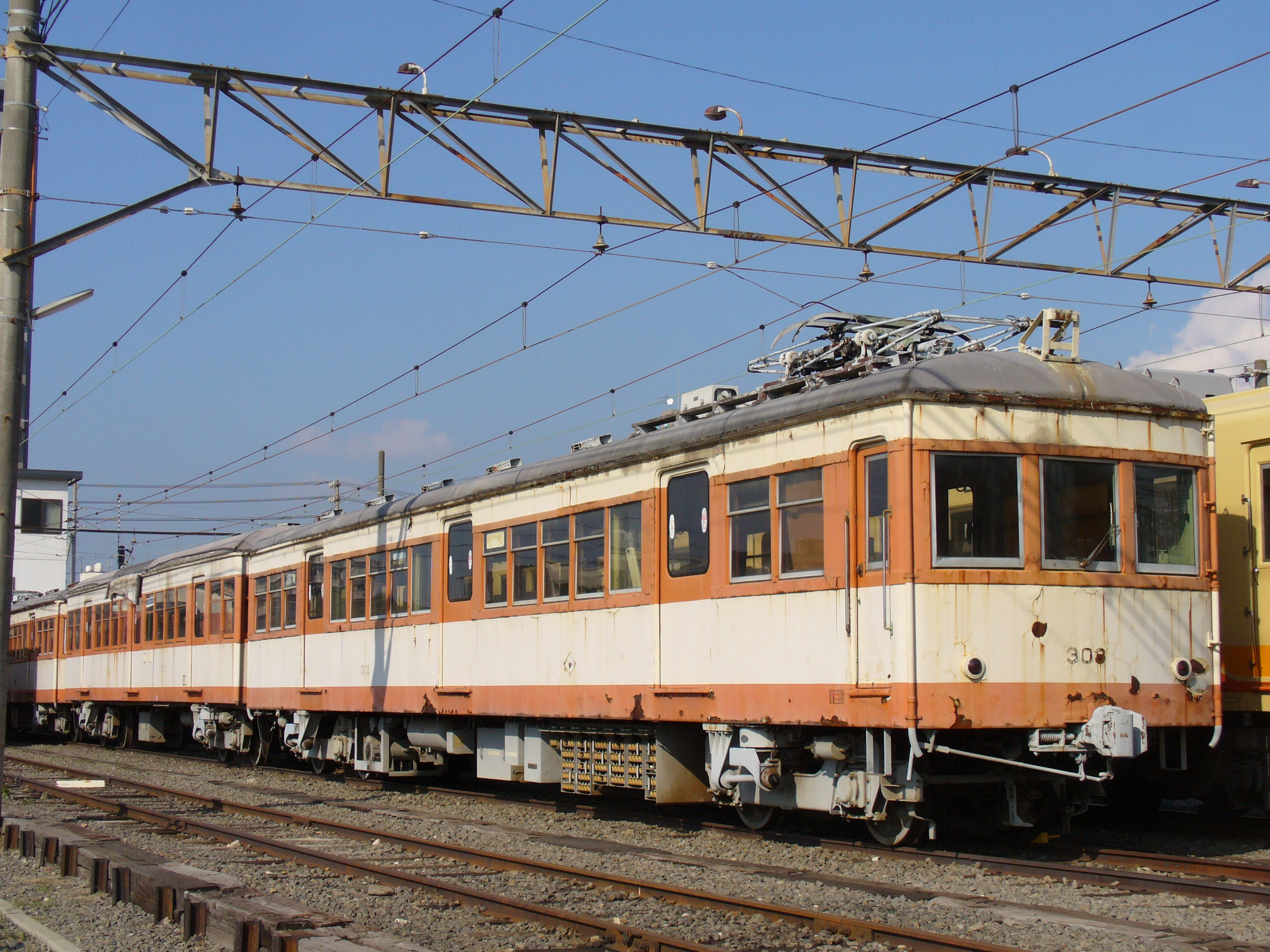
郊外線の300系
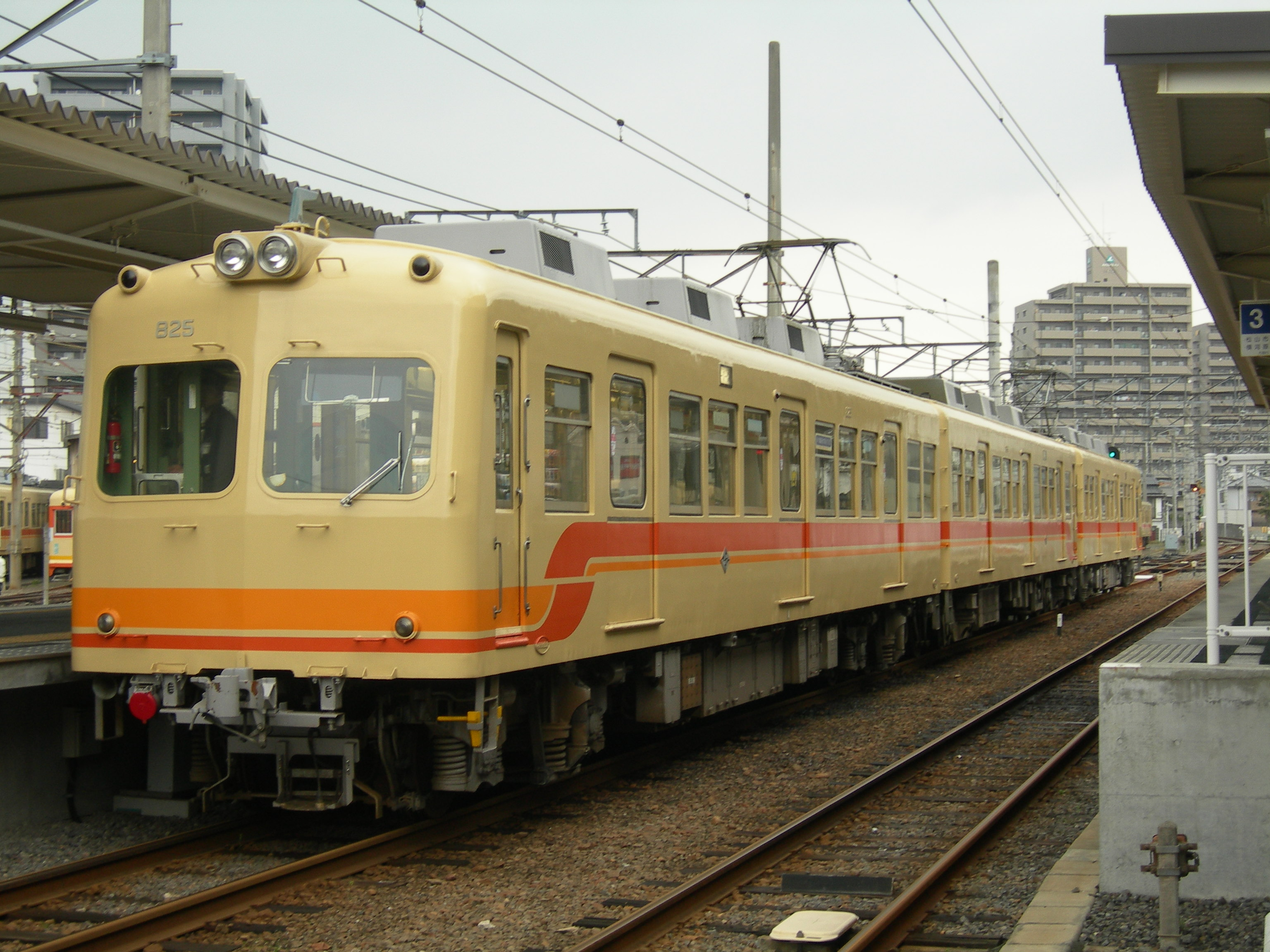
郊外線の800系

機関車
- DB-1形（1 - 8。1966年引退）
- 甲1形（1 - 4。1954年引退）
- 甲2形（5 - 6。1954年引退）
- 甲3形（7 - 8）
- 甲4形（9 - 10）
- 甲5形（11 - 14）
- 甲6形（15 - 17）
- 甲6形 (2代)（15）

客車
- ニ11形（11 - 14。1965年引退）
- ハ31形（31 - 34。1965年引退）
ハ31のみ古町車両工場に保管されている。
- ハ500形（501 - 509。1967年引退）
- ハフ550形（551 - 556。1967年引退）
- ハニフ570形（571 - 576。1967年引退）

## 運賃
大人普通旅客運賃（小児半額・10円未満切り上げ）。2024年10月1日改定。
「ICOCA」などの全国交通系ICカードや「モバイルICOCA」「ICい〜カード」「みきゃんアプリ」を利用した場合の普通運賃は、大人20円・小児10円割引となる（以下の「キャッシュレス」欄の金額）。
- 松山市内線
  - 230円均一（キャッシュレスは210円均一）
    - 本町六丁目停留場、JR松山駅前停留場、南堀端停留場、上一万停留場で路面電車同士を乗り継ぐ場合はのりかえ券が発行される。

  - 坊っちゃん列車の料金：1300円[75]。1回に限り伊予鉄高島屋の観覧車「くるりん」に500円で乗車可能。
- 郊外線

| キロ程    | 運賃（円） | 運賃（円）     |
| キロ程    | 現金       | キャッシュレス |
| --------- | ---------- | -------------- |
| 初乗り3km | 230        | 210            |
| 4         | 280        | 260            |
| 5         | 300        | 280            |
| 6         | 350        | 330            |
| 7         | 370        | 350            |
| 8 - 9     | 430        | 410            |
| 10 - 11   | 490        | 470            |
| 12 - 13   | 550        | 530            |
| 14 - 15   | 610        | 590            |
| 16 - 17   | 670        | 650            |
| 18 - 19   | 720        | 700            |
| 20 - 21   | 770        | 750            |
| 22km以上  | 790        | 770            |
- 一日乗車券 - 2015年4月1日から発売券種が変更された[76]。2018年3月1日から3日券[77]、2019年3月1日から4日券が発売された[78]。2024年10月1日にリムジンバスや郊外電車が利用できる1Dayチケットが発売された[79]。小児は半額。2024年3月1日以降は「みきゃんアプリ」のみで発売。

| 券名                               | 券名                               | モバイルチケット |
| ---------------------------------- | ---------------------------------- | ---------------- |
| 市内電車[80]                       | 1Dayチケット                       | 800円            |
| 市内電車[80]                       | 2Dayチケット                       | 1100円           |
| 市内電車[80]                       | 3Dayチケット                       | 1400円           |
| 市内電車[80]                       | 4Dayチケット                       | 1700円           |
| 市内電車・リムジンバス1Dayチケット | 市内電車・リムジンバス1Dayチケット | 2000円[79]       |
| 市内電車・郊外電車1Dayチケット     | 市内電車・郊外電車1Dayチケット     | 1900円[79]       |
- 上記のどの一日乗車券でも伊予鉄高島屋の観覧車「くるりん」に1回に限り通常800円のところ500円で乗車可能。

2015年3月31日までは以下の乗車券が販売されていた。
- 市内電車・バス1Dayチケット：400円[81]
- 郊外電車1日乗車券：1200円[82]

2023年12月31日（モバイルチケットは2024年2月29日）までは以下の乗車券が販売されていた。
| 券名             | 券名         | 紙券     | モバイルチケット |
| ---------------- | ------------ | -------- | ---------------- |
| 市内電車[84]     | 1Dayチケット | 800円    | 800円            |
| 市内電車[84]     | 2Dayチケット | 1100円   | 1100円           |
| 市内電車[84]     | 3Dayチケット | 発売なし | 1400円           |
| 市内電車[84]     | 4Dayチケット | 発売なし | 1700円           |
| ALL IYOTETSU[85] | 1Day Pass    | 1900円   | 1900円           |
| ALL IYOTETSU[85] | 2Day Pass    | 3000円   | 3000円           |
| ALL IYOTETSU[85] | 3Day Pass    | 発売なし | 3900円           |
| ALL IYOTETSU[85] | 4Day Pass    | 発売なし | 4800円           |
- モバイルチケットはジョルダン「乗換案内」と「みきゃんアプリ」で発売。2023年3月25日から同年10月31日まで「みきゃんアプリ」決済時は100円割引。
- ALL IYOTETSU 1Day・2Day・3Day・4Day Passは、郊外電車・市内電車・バス全線（坊っちゃん列車・高速バス・特急バス・伊予鉄南予バス除く）が利用可能であった。
- 上記のどの一日乗車券でも伊予鉄高島屋の観覧車「くるりん」に1回に限り無料で乗車可能。2016年9月30日までは300円追加で坊っちゃん列車に乗車できた。

1965年以降の松山市内線の運賃（大人）
- 1965年11月27日から 20円
- 1969年2月5日から 25円
- 1971年8月26日から 30円
- 1973年11月8日から 40円
- 1975年3月1日から 60円
- 1977年2月18日から 80円
- 1979年11月30日から 100円
- 1981年11月28日から 120円
- 1983年11月1日から 130円
- 1985年11月1日から 140円
- 1989年4月1日から 150円
- 1994年2月1日から 170円
- 2001年4月16日から 150円
- 2014年4月1日から 160円
- 2020年10月1日から 170円[86]
- 2021年12月1日から 180円[87]
- 2023年10月1日から 200円[88]
- 2024年10月1日から 230円[74]

## 特記事項

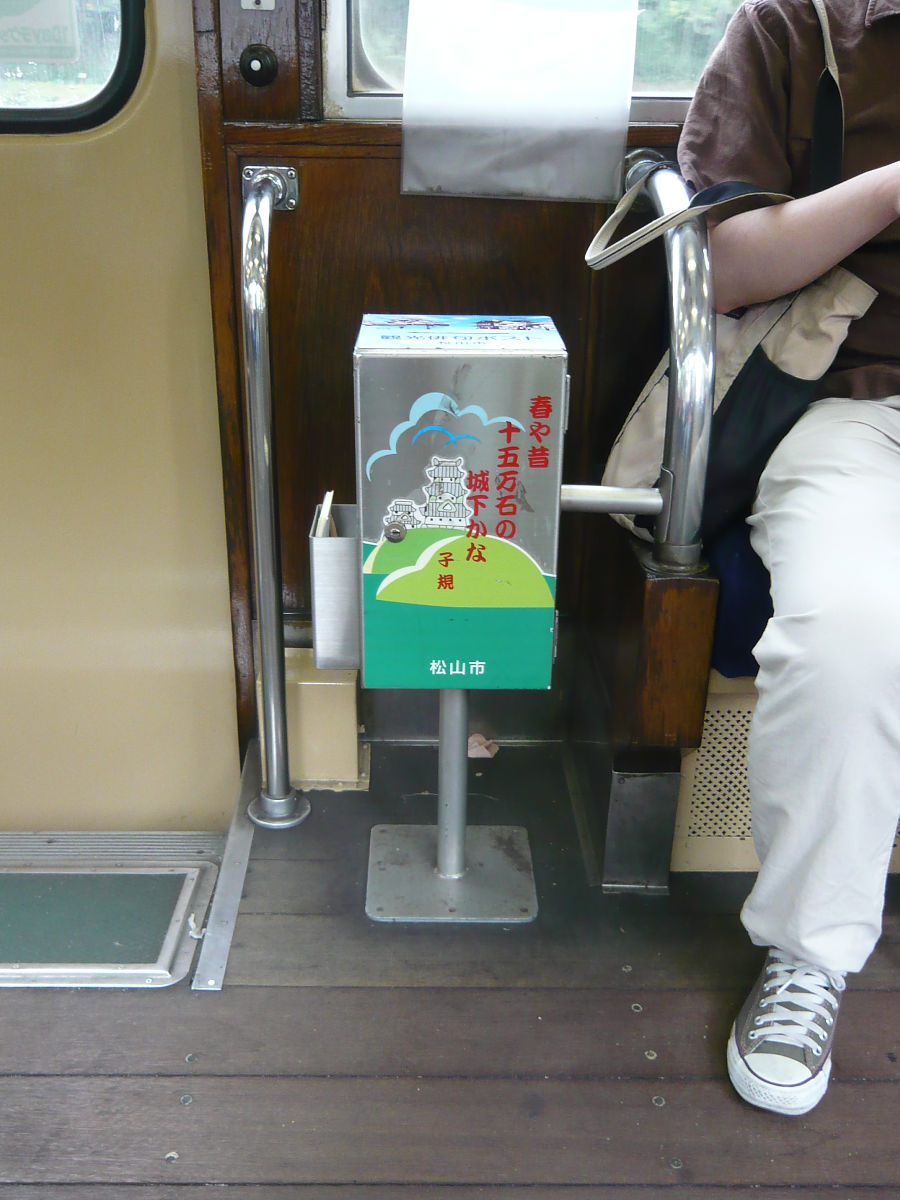
市内線電車内の「俳句ポスト」

- 復刻版坊っちゃん列車は、蒸気機関車風のディーゼル機関車によって牽引されるため、機関車の運転には市内電車を運転できる資格「乙種電気車運転免許」ではなく、「乙種内燃車運転免許」が必要になる。このため、同列車の運転開始にあたって、乗務予定の運転士は乙種内燃車資格を新たに取得する必要があった。しかし、路面軌道を走行するディーゼルカーは、札幌市交通局（札幌市電）などでかなり以前に数例見られただけであった。このため所管する四国運輸局や伊予鉄道は、試行錯誤しながらすっかり過去のものになったこの資格を復活させたと、社史[89]や、伊予鉄道・坊っちゃん列車公式ホームページに記録がある。
- 野球拳は、前身の伊予鉄道電気時代の野球部にて考案された。
- 市内線電車内（2100形, 5000形を除く）には、市内各所に設置されているものと同様な「俳句ポスト」が置かれている。
- 郊外線で冷房車が投入された際、メーカー名入りの「冷房電車 三菱電機株式会社」というヘッドマークが取り付けられていた（このほかに、当時の「MITSUBISHI」ロゴや「SOCIO-TECH」が記されたものもあった）。
- チャレンジプロジェクト実施による駅名板更新が完了した2015年夏頃までは、郊外線の自立式駅名標は縦書き表示が多く残っていた。中でも旧型の梅津寺駅や郡中港駅などにある、青枠で囲ってある形式は、縦書き表示時代の阪急電鉄のそれとそっくりである。阪急も一部の駅では、当時の面影を残す青枠囲みの駅名標があるが、すべて横書き表示になっている。
- 大泉洋の母方の曾祖父が松山市駅の駅長を務めていたことがあり[90]、祖父は伊予鉄道電気に入社しその電気事業部門（現・四国電力）に勤めたが、配電統制令で電気事業が分離すると失職を余儀なくされる。

## 伊予鉄道に関連する作品
- 「伊豫鉄道唱歌」（1909年1月） - 鉄道唱歌に倣って、その作者である大和田建樹自身が作った歌で、伊予鉄道の鉄道線・軌道線を全25番で歌っている。現在その初めの1・2番と、松山駅（現、松山市駅）が入る6番がよく歌われる。
  - 1.名も常磐（ときわ）なる松山の 市街を中に取巻きて 葛の如く縦横に 蔓さしのばす伊豫鉄道
  - 2.先ず乗り出だす高浜の 港の海の朝げしき 艪（ろ）を押し連れて出でて行く 船は落葉か笹の葉か
  - 6.伊豫鉄道の本社ある 松山駅の近くには 役所兵営女学校 出で入る列車の数繁（かずしげ）し

6番の「松山駅」は駅名改称で「松山市駅」となったため、戦後1953年に開催された愛媛国体の際に新しく歌詞が作られ、現在では「伊予鉄道の本社ある 松山市駅は昼も夜も 出て入る列車の数繁く 行き交うバスの絶え間なし」と言い換えることがある。
- 「坊っちゃん」（1906年） - 夏目漱石が1895年から1896年の間に松山へ赴任したときの経験を元に執筆した小説で、作品中に登場する伊予鉄道の客車を「マッチ箱のような汽車」と表現している。2001年に運行が開始された「坊っちゃん列車」も、この作品がかかれた当時の様子を再現する試みである。